# NARUTO -ナルト- (アニメ)
『NARUTO -ナルト-』（ナルト）は、『週刊少年ジャンプ』（集英社）に連載されていた岸本斉史の漫画『NARUTO -ナルト-』を原作としたテレビアニメ。

## 概要
製作会社はstudioぴえろ。2002年10月3日から2007年2月8日までテレビ東京系列6局にて放送され、同系列のBSデジタル放送局であるBSジャパンや、系列外の多くの局でも放送された。
2002年10月3日のスタート当初は毎週木曜日18時30分から19時00分だったが、2003年4月2日からは、毎週水曜日19時27分から19時55分に枠移動した（同じくジャンプ原作の『ヒカルの碁』の後番組）。その後、2006年10月から毎週木曜日19時30分から19時57分に枠移動した。木曜19時30分枠にアニメが放送されるのは1993年9月まで放送されていた『風の中の少女 金髪のジェニー』以来13年ぶりとなった。
2005年9月9日からは、アメリカのカートゥーンネットワークで放送開始。9歳から14歳を対象とした初回視聴率が2.3%（ニールセン調べ）という、アメリカのアニメ番組としては好調な視聴率を記録した。アメリカ以外にも、台湾中華電視台や台湾緯來綜合台（中華電視台より遅れて放送）、韓国トゥーニバース、香港無綫電視翡翠台など世界各国で放送されている。韓国では、『探偵学園Q』、『ちびまる子ちゃん』などと共に、本編中の日本語を修正せず放送している点（韓国語の註釈付き）が特記される。
テレビ大阪では『朝のこども劇場』で、何度か再放送を行っている（2005年4月27日に開始。同年9月23日に放送の150話・151話をもって、1度本放送に追い付いたため終了した。その後、2006年7月5日より再び再放送を開始し、同年8月4日に174話までを放送して終了。そして、2007年7月26日から3度目の再放送を開始したが、わずか5日間で終了となった。この際、なぜか175話と176話は放送されず、177話から183話まで再放送を行った。なお、時期によっては2話連続放送となることがあった）。
CS放送局のキッズステーションでも第1話から再放送中。また、同じくCS放送局のアニマックスでは劇場版が放送されている。2017年5月より、アニマックスにおいて全220話のHDリマスター版の放送が開始された。
なお、2006年10月からは毎週火曜17時30分から18時00分の『アニメ530』の火曜前半枠で、テレビ東京系列局6局ネットでの再放送も行われている（2007年4月から毎週水曜日17時30分 - 18時00分に変更）。再放送ながら、『アニメ530』前半枠の中で最も高い視聴率を稼いでいる。なお、この再放送では、いくつかの戦闘シーンを差し替えたり、別編集して放送されている話がある。
作画については線やデザインを簡素にし動きを重んじるようになった原作の影響が見られ、静止画で見ると絵崩れしているように見えるが動画として見ると非常に滑らかで大胆な動きが取り入れられている。
原作での第一部終了後、約85話のオリジナルストーリーが展開し、第二部突入までにおよそ1年半を要した（当時の段階では、原作の第二部にあたるストーリーに突入しても、すぐ原作に追いついてしまう可能性が高く、また原作の第二部にオリジナルストーリーを挿入することも困難であったため）。アニメのオリジナルストーリーは、原作であまり取り上げられなかったキャラクターにスポットを当てている傾向がある。数話は作者の構想にあるものだった。
作者の意向でキャラクターデザインに西尾鉄也が起用されたこともあり、作画や全体の雰囲気が『NINKU -忍空-』と共通している。
2007年2月15日から2017年3月23日までは、『NARUTO -ナルト- 疾風伝』のタイトルで第2期が放送されていた。

### NARUTO -ナルト- 少年篇
2009年4月29日から放送された2周目の再放送。
主題歌がリニューアルされ、オープニングおよびエンディング映像も変更された。本編に大きな変更はなく、1時間以上の特番を30分ごとに分けて放送する点などは1周目の再放送と同様。
2009年9月第4週までは毎週水・木曜日に放送がされており、エンディング曲は曜日ごとに別々のものが使用されていた。その翌週以降は放送日が毎週水曜日のみとなった。
2011年7月6日に原作第一部完結話に当たる第135話が放送され、翌週の7月13日には再び第1話からの放送（通算3周目の再放送）がスタート。2012年3月28日放送分（第37話）をもって終了した。

### NARUTO THE BEST SELECTION
原作漫画の連載20周年を記念したセレクション放送。2019年7月9日から9月24日まではテレビ東京、テレビ大阪、テレビ愛知で毎週火曜日25時35分～26時05分の枠で放送された。

### 「NARUTO -ナルト-」傑作選
テレビアニメの放送20周年を記念したセレクション放送。2023年7月2日から8月27日まではテレビ東京系列で毎週日曜日17時30分～18時00分の枠で放送された。

## 各話リスト
サブタイトルが太字の回はアニメ版オリジナルストーリー。
| 放送日         | 話数 | サブタイトル                                                                      | サブタイトル （再放送時）                                                         | 脚本                       | 演出                    | 絵コンテ       | 作画監督                   | 補足                            |
| -------------- | ---- | --------------------------------------------------------------------------------- | --------------------------------------------------------------------------------- | -------------------------- | ----------------------- | -------------- | -------------------------- | ------------------------------- |
| 2002年 10月3日 | 1    | 参上!うずまきナルト                                                               | 参上!うずまきナルト                                                               | 隅沢克之                   | 伊達勇登                | 伊達勇登       | 風間小太郎                 |                                 |
| 10月10日       | 2    | 木ノ葉丸だ コレ!                                                                  | 木ノ葉丸だ コレ!                                                                  | 大和屋暁                   | 久城りおん              | まついひとゆき | 大坪幸麿                   |                                 |
| 10月17日       | 3    | 宿敵!?サスケとサクラ                                                              | 宿敵!?サスケとサクラ                                                              | 西園悟                     | 林有紀                  | まついひとゆき | 金塚泰彦                   |                                 |
| 10月24日       | 4    | 試練!サバイバル演習                                                               | 試練!サバイバル演習                                                               | 横手美智子                 | みくりや恭輔            | 石山タカ明     | 大西貴子 番由紀子 大坂竹志 |                                 |
| 10月31日       | 5    | 失格?カカシの結論                                                                 | 失格?カカシの結論                                                                 | 横手美智子                 | 浦田保則                | 浦田保則       | 青木真理子                 |                                 |
| 11月7日        | 6    | 重要任務!波の国へ超出発!                                                          | 重要任務!波の国へ超出発!                                                          | 広平虫                     | むらた雅彦              | むらた雅彦     | 番由紀子                   |                                 |
| 11月14日       | 7    | 霧の暗殺者!                                                                       | 霧の暗殺者!                                                                       | 横手美智子                 | 飯村正之                | まついひとゆき | 相坂ナオキ                 |                                 |
| 11月21日       | 8    | 痛みに誓う決意                                                                    | 痛みに誓う決意                                                                    | 大和屋暁                   | 久城りおん              | 久城りおん     | 大坪幸麿                   |                                 |
| 11月28日       | 9    | 写輪眼のカカシ                                                                    | 写輪眼のカカシ                                                                    | 西園悟                     | 林有紀                  | 新留俊哉       | 金塚泰彦                   |                                 |
| 12月5日        | 10   | チャクラの森                                                                      | チャクラの森                                                                      | 隅沢克之                   | 横田和善                | まついひとゆき | 青野厚司                   |                                 |
| 12月12日       | 11   | 英雄のいた国                                                                      | 英雄のいた国                                                                      | 大和屋暁                   | 浦田保則                | 浦田保則       | 大西貴子                   |                                 |
| 12月19日       | 12   | 橋上決戦!ザブザ再び!!                                                             | 橋上決戦!ザブザ再び!!                                                             | 横手美智子                 | 熊谷雅晃                | まついひとゆき | 番由紀子                   |                                 |
| 12月26日       | 13   | 白の秘術 魔鏡氷晶                                                                 | 白の秘術 魔鏡氷晶                                                                 | 西園悟                     | 飯村正之                | 川島ひろき     | 相坂ナオキ                 |                                 |
| 2003年 1月9日  | 14   | 意外性NO.1 ナルト参戦!                                                            | 意外性NO.1 ナルト参戦!                                                            | 西園悟                     | 久城りおん              | まついひとゆき | 大坪幸麿                   |                                 |
| 1月16日        | 15   | 視界ゼロの戦い 写輪眼崩し!                                                        | 視界ゼロの戦い 写輪眼崩し!                                                        | 西園悟                     | 林有紀                  | まついひとゆき | 金塚泰彦                   |                                 |
| 1月23日        | 16   | 解放された封印                                                                    | 解放された封印                                                                    | 隅沢克之                   | 熊谷雅晃                | うえだひでひと | 大西貴子 大坪幸麿          |                                 |
| 1月30日        | 17   | 白い過去 秘めた想い                                                               | 白い過去 秘めた想い                                                               | 横手美智子                 | 都留稔幸                | 都留稔幸       | 鈴木博文 兵渡勝            |                                 |
| 2月6日         | 18   | 忍という名の道具                                                                  | 忍という名の道具                                                                  | 大和屋暁                   | 浦田保則                | 川島ひろき     | 風間小太郎                 |                                 |
| 2月13日        | 19   | ザブザ雪に散る…                                                                   | ザブザ雪に散る…                                                                   | 大和屋暁                   | 都留稔幸                | 都留稔幸       | 鈴木博文 兵渡勝            |                                 |
| 2月20日        | 20   | 新章突入!中忍試験だってばよ                                                       | 新章突入!中忍試験だってばよ                                                       | 広平虫                     | 熨斗谷充孝              | 入好さとる     | 津田昭宏                   |                                 |
| 2月27日        | 21   | 名乗れ!現れた強敵たち!!                                                           | 名乗れ!現れた強敵たち!!                                                           | 隅沢克之                   | あさみまつお            | 康村諒         | 小菅和久                   |                                 |
| 3月6日         | 22   | 気合い120% ナウでロックな挑戦状!                                                  | 気合い120% ナウでロックな挑戦状!                                                  | 大和屋暁                   | 久城りおん              | まついひとゆき | 大坪幸麿                   |                                 |
| 3月13日        | 23   | 蹴散らせライバル!新人9人全員集合                                                  | 蹴散らせライバル!新人9人全員集合                                                  | 横手美智子                 | 林有紀                  | 新留俊哉       | 金塚泰彦                   |                                 |
| 3月20日        | 24   | いきなり失格?超難関の第一試験                                                     | いきなり失格?超難関の第一試験                                                     | 西園悟                     | 伊藤真朱                | 伊藤真朱       | 大西貴子                   |                                 |
| 3月27日        | 25   | 出たとこ勝負!踏ん張りどころの10問目                                               | 出たとこ勝負!踏ん張りどころの10問目                                               | 広平虫                     | 熊谷雅晃                | しまづ聡行     | 番由紀子                   |                                 |
| 4月2日         | 26   | 絶対必見!死の森直前ルポ!木ノ葉の学級新聞だコレ!                                   | 絶対必見!死の森直前ルポ!木ノ葉の学級新聞だコレ!                                   | 隅沢克之                   | 伊達勇登                | 伊達勇登       | 岡崎洋美                   | [ 各回補足 2 ] [ 各回補足 3 ]   |
| 4月2日         | 27   | 第二試験スタート!周りはみんな敵だらけ!                                            | 第二試験スタート!周りはみんな敵だらけ!                                            | 大和屋暁                   | 熨斗谷充孝              | 康村諒         | 津田昭宏                   | [ 各回補足 2 ] [ 各回補足 3 ]   |
| 4月9日         | 28   | 喰うか喰われるか!エサになったナルト                                               | 喰うか喰われるか!エサになったナルト                                               | 西園悟                     | むらた雅彦              | むらた雅彦     | 兵渡勝                     |                                 |
| 4月16日        | 29   | ナルト反撃!逃げねーんだってばよ!                                                  | ナルト反撃!逃げねーんだってばよ!                                                  | 横手美智子                 | 佐土原武之              | まついひとゆき | CHOL JONG KI               |                                 |
| 4月23日        | 30   | 蘇れ写輪眼!必殺・火遁龍火の術!                                                    | 蘇れ写輪眼!必殺・火遁龍火の術!                                                    | 広平虫                     | 若林厚史                | 若林厚史       | 若林厚史                   |                                 |
| 4月30日        | 31   | 激まゆプラトニック!僕は死ぬまでアナタを守る!!                                     | 激まゆプラトニック!僕は死ぬまでアナタを守る!!                                     | 西園悟                     | 木村寛                  | 三宅雄一郎     | 小菅和久                   |                                 |
| 5月7日         | 32   | サクラ咲く!決意の後ろ姿                                                           | サクラ咲く!決意の後ろ姿                                                           | 横手美智子                 | むらた雅彦              | むらた雅彦     | 番由紀子                   |                                 |
| 5月14日        | 33   | 無敵のフォーメーション!いのシカチョウ!!                                           | 無敵のフォーメーション!いのシカチョウ!!                                           | 隅沢克之                   | 久城りおん              | 久城りおん     | 大坪幸麿                   |                                 |
| 5月21日        | 34   | 赤丸ビックリ!我愛羅、驚異の実力                                                   | 赤丸ビックリ!我愛羅、驚異の実力                                                   | 大和屋暁                   | 熨斗谷充孝              | 南康宏         | 津田昭宏                   |                                 |
| 5月28日        | 35   | のぞき見厳禁!巻き物の秘密                                                         | のぞき見厳禁!巻き物の秘密                                                         | 広平虫                     | 熊谷雅晃                | うえだひでひと | 金塚泰彦                   |                                 |
| 6月4日         | 36   | 分身対決!オレが主役だってばよ!                                                    | 分身対決!オレが主役だってばよ!                                                    | 広平虫                     | 林有紀                  | 林有紀         | 岡崎洋美                   |                                 |
| 6月11日        | 37   | 第二試験突破!勢ぞろいルーキーナイン!                                              | 第二試験突破!勢ぞろいルーキーナイン!                                              | 大和屋暁                   | 佐土原武之              | まついひとゆき | Choi Jong Gi               |                                 |
| 6月18日        | 38   | 合格者二分の一!?イキナリ試合だってばよ!!                                          | 合格者二分の一!?イキナリ試合だってばよ!!                                          | 西園悟                     | 伊達勇登                | まついひとゆき | 兵渡勝                     |                                 |
| 7月2日         | 39   | ゲジまゆジェラシー!『獅子連弾』誕生!                                              | ゲジまゆジェラシー!『獅子連弾』誕生!                                              | 大和屋暁                   | 木村寛                  | 康村諒         | 小菅和久                   |                                 |
| 7月9日         | 40   | 一触即発!!カカシVS大蛇丸                                                          | 一触即発!!カカシVS大蛇丸                                                          | 広平虫                     | 久城りおん              | 久城りおん     | 大坪幸麿                   |                                 |
| 7月16日        | 41   | ライバル激突!オトメ心は本気モード                                                 | ライバル激突!オトメ心は本気モード                                                 | 横手美智子                 | 熨斗谷充孝              | 南康宏         | 津田昭宏                   |                                 |
| 7月23日        | 42   | ベストバトルはしゃーんなろー!!                                                    | ベストバトルはしゃーんなろー!!                                                    | 横手美智子                 | むらた雅彦              | むらた雅彦     | 番由紀子                   |                                 |
| 7月30日        | 43   | シカマルタジタジ!?くの一達の熱き戦い                                              | シカマルタジタジ!?くの一達の熱き戦い                                              | 隅沢克之                   | 林有紀                  | 林有紀         | 金塚泰彦                   |                                 |
| 8月6日         | 44   | 赤丸参戦!!負け犬はどっちだ                                                        | 赤丸参戦!!負け犬はどっちだ                                                        | 水越保                     | 熊谷雅晃                | まついひとゆき | 岡崎洋美                   |                                 |
| 8月13日        | 45   | ヒナタ赤面!観客あんぐり、ナルトの奥の手                                           | ヒナタ赤面!観客あんぐり、ナルトの奥の手                                           | 大和屋暁                   | 佐土原武之              | 佐土原武之     | Choi Jong Gi               |                                 |
| 8月20日        | 46   | 白眼開眼!!内気なヒナタの大胆決意!                                                 | 白眼開眼!!内気なヒナタの大胆決意!                                                 | 大和屋暁                   | 久城りおん              | 久城りおん     | 大坪幸麿                   |                                 |
| 8月27日        | 47   | 憧れの人の目の前で!!                                                              | 憧れの人の目の前で!!                                                              | 大和屋暁                   | 木村寛                  | 康村諒         | 小菅和久                   |                                 |
| 9月3日         | 48   | 我愛羅粉砕!!若さだ!パワーだ!爆発だ!                                               | 我愛羅粉砕!!若さだ!パワーだ!爆発だ!                                               | 西園悟                     | 都留稔幸                | 都留稔幸       | 鈴木博文                   |                                 |
| 9月10日        | 49   | 熱血落ちこぼれ!遂に炸裂、禁断の奥義!                                              | 熱血落ちこぼれ!遂に炸裂、禁断の奥義!                                              | 西園悟                     | 伊達勇登                | 中村憲由       | 金塚泰彦                   |                                 |
| 9月17日        | 50   | 嗚呼ロック・リー!これが男の生き様よ!!                                             | 嗚呼ロック・リー!これが男の生き様よ!!                                             | 西園悟                     | 熨斗谷充孝              | 熨斗谷充孝     | 吉田秀之                   |                                 |
| 9月24日        | 51   | 闇にうごめく影 サスケに迫る危機!                                                  | 闇にうごめく影 サスケに迫る危機!                                                  | 広平虫                     | 林有紀                  | 林有紀         | 岡崎洋美                   |                                 |
| 10月1日        | 52   | エビス再び!ハレンチは私が許しませんぞ!                                            | エビス再び!ハレンチは私が許しませんぞ!                                            | 大和屋暁                   | 久城りおん              | 久城りおん     | 大坪幸麿                   |                                 |
| 10月8日        | 53   | あいやしばらく!エロ仙人登場!                                                      | あいやしばらく!エロ仙人登場!                                                      | 横手美智子                 | 宮原秀二                | 一白早馬       | 松島晃                     |                                 |
| 10月15日       | 54   | エロ仙人直伝 口寄せの術だってばよ!!                                               | エロ仙人直伝 口寄せの術だってばよ!!                                               | 隅沢克之                   | 川口敬一郎              | 一白早馬       | Choi Jong Gi               | [ 各回補足 4 ]                  |
| 10月22日       | 55   | 切ない想い 願いを込めた一輪                                                       | 切ない想い 願いを込めた一輪                                                       | 西園悟                     | 木村寛                  | 康村諒         | 小菅和久                   |                                 |
| 10月29日       | 56   | 生か死か!?免許皆伝は命懸け!                                                       | 生か死か!?免許皆伝は命懸け!                                                       | 大和屋暁                   | 熊谷雅晃                | 新留俊哉       | 櫻井親良                   |                                 |
| 11月5日        | 57   | 飛んだ!跳ねた!潜った!ガマ親分登場!!                                               | 飛んだ!跳ねた!潜った!ガマ親分登場!!                                               | 西園悟                     | 伊達勇登 照井綾子(助手) | 中村憲由       | 金塚泰彦                   |                                 |
| 11月12日       | 58   | しのび寄る魔の手!狙われた病室                                                     | しのび寄る魔の手!狙われた病室                                                     | 広平虫                     | 久城りおん              | 久城りおん     | 大坪幸麿                   |                                 |
| 11月19日       | 59   | モー烈 モー追 モーダッシュ 本選開始だってばよ                                     | モー烈 モー追 モーダッシュ 本選開始だってばよ                                     | 宮田由佳                   | 熨斗谷充孝              | 熨斗谷充孝     | 吉田秀之                   |                                 |
| 11月26日       | 60   | 白眼VS影分身!オレはぜってー勝つ!!                                                 | 白眼VS影分身!オレはぜってー勝つ!!                                                 | 横手美智子                 | 林有紀                  | 佐藤真二       | 田頭真理恵 田中ちゆき      |                                 |
| 12月3日        | 61   | 死角ゼロ!もうひとつの絶対防御                                                     | 死角ゼロ!もうひとつの絶対防御                                                     | 大和屋暁                   | 宮原秀二                | 一白早馬       | 松島晃                     |                                 |
| 12月10日       | 62   | 落ちこぼれの底力!                                                                 | 落ちこぼれの底力!                                                                 | 大和屋暁                   | にいどめとしや          | にいどめとしや | 岡崎洋美                   |                                 |
| 12月17日       | 63   | 失格!?キケン!前倒し!波乱含みの大本選!                                             | 失格!?キケン!前倒し!波乱含みの大本選!                                             | 西園悟                     | 木村寛                  | 康村諒         | 小菅和久                   |                                 |
| 12月24日       | 64   | 雲はいいなあ…やる気ゼロの男                                                       | 雲はいいなあ…やる気ゼロの男                                                       | 横手美智子                 | 久城りおん              | にいどめとしや | 大坪幸麿                   |                                 |
| 2004年 1月7日  | 65   | 激突!木の葉舞い 砂うごめく瞬間                                                    | 激突!木の葉舞い 砂うごめく瞬間                                                    | 広平虫                     | まつもとよしひさ        | サトウシンジ   | Choi Jong Gi               |                                 |
| 1月14日        | 66   | 嵐を呼ぶ男!!サスケのゲジマユ流体術!                                               | 嵐を呼ぶ男!!サスケのゲジマユ流体術!                                               | 大和屋暁                   | 伊達勇登                | まついひとゆき | 金塚泰彦                   | [ 各回補足 5 ]                  |
| 1月14日        | 67   | だてに遅れたわけじゃない!究極奥義・千鳥誕生!!                                     | だてに遅れたわけじゃない!究極奥義・千鳥誕生!!                                     | 大和屋暁                   | 熨斗谷充孝              | サトウシンジ   | 吉田秀之                   | [ 各回補足 5 ]                  |
| 1月28日        | 68   | 『木ノ葉崩し』始動!                                                               | 『木ノ葉崩し』始動!                                                               | 西園悟                     | 熊谷雅晃                | まついひとゆき | 櫻井親良                   |                                 |
| 2月4日         | 69   | 待ってました!Aランク任務だってばよ!!                                              | 待ってました!Aランク任務だってばよ!!                                              | 広平虫                     | 宮原秀二                | にいどめとしや | 松島晃                     |                                 |
| 2月11日        | 70   | 逃げ腰NO.1 めんどくせーがやるっきゃねえ!!                                         | 逃げ腰NO.1 めんどくせーがやるっきゃねえ!!                                         | 横手美智子                 | 久城りおん              | 久城りおん     | 大坪幸麿                   |                                 |
| 2月18日        | 71   | 古今無双!『火影』というレベルの戦い                                               | 古今無双!『火影』というレベルの戦い                                               | 大和屋暁                   | 若林厚史                | 若林厚史       | 若林厚史                   |                                 |
| 2月25日        | 72   | 火影の過ち 仮面の下の素顔                                                         | 火影の過ち 仮面の下の素顔                                                         | 広平虫                     | 木村寛                  | 康村諒         | 小菅和久                   |                                 |
| 3月3日         | 73   | 禁術奥義!『屍鬼封尽』                                                             | 禁術奥義!『屍鬼封尽』                                                             | 横手美智子 宮田由佳        | 林有紀                  | 林有紀         | 金塚泰彦                   |                                 |
| 3月10日        | 74   | 驚愕!我愛羅の正体                                                                 | 驚愕!我愛羅の正体                                                                 | 西園悟                     | にいどめとしや          | にいどめとしや | 兵渡勝                     |                                 |
| 3月17日        | 75   | 限界を越えて… サスケの決断!!                                                      | 限界を越えて… サスケの決断!!                                                      | 大和屋暁                   | 熨斗谷充孝              | にいどめとしや | 吉田秀之                   |                                 |
| 3月24日        | 76   | 月夜の暗殺者                                                                      | 月夜の暗殺者                                                                      | 大和屋暁                   | 久城りおん              | アミノテツロ   | 大坪幸麿                   |                                 |
| 3月31日        | 77   | 光と闇 我愛羅という名                                                             | 光と闇 我愛羅という名                                                             | 広平虫                     | 宮原秀二                | にいどめとしや | 松島晃                     |                                 |
| 4月7日         | 78   | 爆発!これぞナルト忍法帖〜〜っ!!                                                   | 爆発!これぞナルト忍法帖〜〜っ!!                                                   | 西園悟                     | 熊谷雅晃                | 熊谷雅晃       | 岡崎洋美                   | [ 各回補足 6 ]                  |
| 4月14日        | 79   | リミットぶっちぎり!〜光と闇〜                                                     | リミットぶっちぎり!〜光と闇〜                                                     | 西園悟                     | 木村寛                  | 康村諒         | 斉藤和也                   | [ 各回補足 7 ]                  |
| 4月21日        | 80   | 三代目よ、永久に……!!                                                              | 三代目よ、永久に……!!                                                              | 大和屋暁                   | 清水明                  | 小柴純弥       | 櫻井親良                   |                                 |
| 4月28日        | 81   | 朝霧の帰郷                                                                        | 朝霧の帰郷                                                                        | 広平虫                     | 林有紀                  | 林有紀         | 金塚泰彦                   |                                 |
| 5月5日         | 82   | 写輪眼VS写輪眼!!                                                                  | 四代目の遺産                                                                      | 宮田由佳                   | 久城りおん              | にいどめとしや | 大坪幸麿                   |                                 |
| 5月12日        | 83   | おお、のォ〜っ!自来也の女難、ナルトの災難                                         | 四代目の遺産                                                                      | 横手美智子                 | 榎本守                  | アミノテツロ   | 吉田秀之                   |                                 |
| 5月12日        | 83   | おお、のォ〜っ!自来也の女難、ナルトの災難                                         | 招かれざる訪問者                                                                  | 横手美智子                 | 榎本守                  | アミノテツロ   | 吉田秀之                   |                                 |
| 5月19日        | 84   | 唸れ千鳥 吠えろサスケ!                                                            | 西園悟                                                                            | 松本剛                     | 小柴純弥                | 松島晃         |                            |                                 |
| 5月26日        | 85   | 愚かなる弟よ 恨め、憎め!                                                          | 愚かなる弟よ 恨め、憎め!                                                          | 大和屋暁                   | むらた雅彦              | むらた雅彦     | 岡崎洋美                   |                                 |
| 6月2日         | 86   | 修行開始 オレはぜってー強くなる!                                                  | 修行開始 オレはぜってー強くなる!                                                  | 広平虫                     | にいどめとしや          | にいどめとしや | 兵渡勝                     |                                 |
| 6月9日         | 87   | 根性!!!割れろ水風船!                                                              | 根性!!!割れろ水風船!                                                              | 横手美智子                 | 木村寛                  | 康村諒         | 山本正文                   |                                 |
| 6月16日        | 88   | 木ノ葉マークと額当て                                                              | 木ノ葉マークと額当て                                                              | 西園悟                     | 久城りおん              | 一白早馬       | 大坪幸麿                   |                                 |
| 6月23日        | 89   | 波紋                                                                              | 波紋                                                                              | 大和屋暁                   | 熊谷雅晃                | アミノテツロ   | 金塚泰彦                   |                                 |
| 7月7日         | 90   | 怒りバクハツ!許さねーってばよ                                                     | 怒りバクハツ!許さねーってばよ                                                     | 大和屋暁                   | 松本剛                  | サトウシンジ   | 松島晃                     |                                 |
| 7月14日        | 91   | 初代火影の遺産 死を呼ぶ首飾り                                                     | 初代火影の遺産 死を呼ぶ首飾り                                                     | 広平虫                     | 熨斗谷充孝              | 小柴純弥       | 吉田秀之                   |                                 |
| 7月21日        | 92   | YESかNOか!ツナデの回答                                                            | YESかNOか!ツナデの回答                                                            | 横手美智子                 | むらた雅彦              | むらた雅彦     | 櫻井親良                   |                                 |
| 7月28日        | 93   | 交渉決裂!!                                                                        | 交渉決裂!!                                                                        | 西園悟                     | にいどめとしや          | にいどめとしや | 兵渡勝                     |                                 |
| 8月4日         | 94   | くらえ!怒りの螺旋丸                                                               | くらえ!怒りの螺旋丸                                                               | 大和屋暁                   | 林有紀                  | 一白早馬       | 金塚泰彦                   |                                 |
| 8月11日        | 95   | 五代目火影 命を賭けた闘い!                                                        | 五代目火影 命を賭けた闘い!                                                        | 隅沢克之                   | 小高義規                | 康村諒         | 山本正文                   | [ 各回補足 9 ]                  |
| 8月11日        | 96   | 三すくみの戦い                                                                    | 三すくみの戦い                                                                    | 隅沢克之                   | 松本剛                  | にいどめとしや | 松島晃                     | [ 各回補足 9 ]                  |
| 8月18日        | 97   | ナルトの湯けむり珍道中                                                            | ナルトの湯けむり珍道中                                                            | 西園悟                     | 熊谷雅晃                | 小柴純弥       | 番由紀子                   |                                 |
| 8月25日        | 98   | 忍者を辞めろ!ツナデの通告                                                         | 忍者を辞めろ!ツナデの通告                                                         | 横手美智子                 | サトウシンジ            | サトウシンジ   | 岡崎洋美                   |                                 |
| 9月1日         | 99   | 火の意志を継ぐもの                                                                | 火の意志を継ぐもの                                                                | 横手美智子                 | 熨斗谷充孝              | にいどめとしや | 吉田秀之                   |                                 |
| 9月8日         | 100  | 熱血師弟の絆〜男が忍道を貫くとき〜                                                | 熱血師弟の絆〜男が忍道を貫くとき〜                                                | 横手美智子                 | 久城りおん              | にいどめとしや | 大坪幸麿                   |                                 |
| 9月15日        | 101  | 見たい、知りたい、確かめたい カカシ先生の素顔                                     | 見たい、知りたい、確かめたい カカシ先生の素顔                                     | 大和屋暁                   | むらた雅彦              | むらた雅彦     | 櫻井親良                   |                                 |
| 9月22日        | 102  | いざ新任務 義理と人情と茶國を救え!                                                | いざ新任務 義理と人情と茶國を救え!                                                | 大和屋暁 隅沢克之          | 松本剛                  | にいどめとしや | 松島晃                     |                                 |
| 9月29日        | 103  | ナルト撃沈!?陰謀うずまく大海原                                                    | ナルト撃沈!?陰謀うずまく大海原                                                    | 横手美智子 西園悟 隅沢克之 | 小高義規                | 康村諒         | 山本正文                   |                                 |
| 10月13日       | 104  | 走れイダテ!嵐を呼ぶ波乱のナギ島!!                                                 | 走れイダテ!嵐を呼ぶ波乱のナギ島!!                                                 | 隅沢克之 大和屋暁 広平虫   | 林有紀                  | 林有紀         | 朝井聖子 金塚泰彦          |                                 |
| 10月20日       | 105  | ゴール直前!雷鳴とどろく大激闘                                                     | ゴール直前!雷鳴とどろく大激闘                                                     | 大和屋暁 西園悟 隅沢克之   | 熊谷雅晃                | 熊谷雅晃       | 金塚泰彦 岡崎洋美          |                                 |
| 10月27日       | 106  | 届くかイダテ!執念のラストスパート!!                                               | 届くかイダテ!執念のラストスパート!!                                               | 隅沢克之                   | 熨斗谷充孝              | 一白早馬       | 吉田秀之                   |                                 |
| 11月3日        | 107  | オマエと戦いたい!ついに激突、サスケVSナルト                                       | オマエと戦いたい!ついに激突、サスケVSナルト                                       | 隅沢克之                   | にいどめとしや          | にいどめとしや | 兵渡勝                     |                                 |
| 11月10日       | 108  | 見えない亀裂                                                                      | 見えない亀裂                                                                      | 大和屋暁                   | 松本剛                  | 一白早馬       | 松島晃                     |                                 |
| 11月17日       | 109  | 音の誘い                                                                          | 音の誘い                                                                          | 横手美智子                 | サトウシンジ            | サトウシンジ   | 番由紀子                   |                                 |
| 11月24日       | 110  | 結成!鉄壁のフォーメーション                                                       | 結成!鉄壁のフォーメーション                                                       | 広平虫                     | むらた雅彦              | むらた雅彦     | 櫻井親良                   | [ 各回補足 10 ]                 |
| 11月24日       | 111  | 接触〜音四人衆の実力〜                                                            | 接触〜音四人衆の実力〜                                                            | 広平虫                     | 小高義規                | 康村諒         | 山本正文                   | [ 各回補足 10 ]                 |
| 12月1日        | 112  | イキナリ仲間割れ!?シカマル小隊大ピンチ                                            | イキナリ仲間割れ!?シカマル小隊大ピンチ                                            | 大和屋暁                   | 林有紀                  | 林有紀         | 金塚泰彦                   |                                 |
| 12月8日        | 113  | パワー全開!燃えろチョウジ                                                         | パワー全開!燃えろチョウジ                                                         | 西園悟                     | 清水明                  | にいどめとしや | 吉田秀之                   |                                 |
| 12月15日       | 114  | さらば友よ…!それでもオレは信じてる                                                | さらば友よ…!それでもオレは信じてる                                                | 西園悟                     | 熊谷雅晃                | にいどめとしや | 岡崎洋美                   |                                 |
| 12月22日       | 115  | お前の相手はこのオレだ!                                                           | お前の相手はこのオレだ!                                                           | 横手美智子                 | 松本剛                  | 一白早馬       | 橋本英樹                   |                                 |
| 2005年 1月5日  | 116  | 視界360度 白眼の死角                                                              | 視界360度 白眼の死角                                                              | 広平虫                     | サトウシンジ            | サトウシンジ   | 番由紀子                   | [ 各回補足 11 ]                 |
| 2005年 1月5日  | 117  | 負けられない理由                                                                  | 負けられない理由                                                                  | 大和屋暁                   | にいどめとしや          | にいどめとしや | 兵渡勝                     | [ 各回補足 11 ]                 |
| 1月12日        | 118  | 奪還〜間に合わなかった器                                                          | 奪還〜間に合わなかった器                                                          | 隅沢克之                   | 林有紀                  | 康村諒         | 金塚泰彦                   |                                 |
| 1月19日        | 119  | 失策!新たなる敵                                                                   | 失策!新たなる敵                                                                   | 隅沢克之                   | 清水明                  | 一白早馬       | 吉田秀之                   |                                 |
| 2月2日         | 120  | 唸れ!吼えろ!究極のタッグ                                                          | 唸れ!吼えろ!究極のタッグ                                                          | 隅沢克之                   | むらた雅彦              | むらた雅彦     | 櫻井親良                   |                                 |
| 2月9日         | 121  | それぞれの闘い                                                                    | それぞれの闘い                                                                    | 大和屋暁                   | 松本剛                  | 一白早馬       | 橋本英樹                   |                                 |
| 2月16日        | 122  | フェイク!男シカマル 起死回生の賭け                                                | フェイク!男シカマル 起死回生の賭け                                                | 横手美智子                 | 清水明                  | まついひとゆき | 岡崎洋美                   |                                 |
| 2月23日        | 123  | 木ノ葉の碧き野獣 見参!                                                            | 木ノ葉の碧き野獣 見参!                                                            | 広平虫                     | 熊谷雅晃                | 熊谷雅晃       | 金塚泰彦                   |                                 |
| 3月2日         | 124  | 野獣炸裂!弾けろ吹っ飛べ突き抜けろ!                                                | 野獣炸裂!弾けろ吹っ飛べ突き抜けろ!                                                | 西園悟                     | サトウシンジ            | にいどめとしや | 番由紀子                   |                                 |
| 3月9日         | 125  | 木ノ葉同盟国 砂の忍                                                               | 木ノ葉同盟国 砂の忍                                                               | 大和屋暁                   | 林有紀                  | まついひとゆき | 吉田秀之                   |                                 |
| 3月16日        | 126  | 最強対決!我愛羅VS君麻呂!!                                                         | 最強対決!我愛羅VS君麻呂!!                                                         | 隅沢克之                   | にいどめとしや          | にいどめとしや | 兵渡勝                     |                                 |
| 3月30日        | 127  | 執念の一撃!早蕨の舞                                                               | 執念の一撃!早蕨の舞                                                               | 隅沢克之                   | 影山楙倫                | 影山楙倫       | Yang Kwang Seok            | [ 各回補足 12 ]                 |
| 3月30日        | 128  | 届かない叫び                                                                      | 届かない叫び                                                                      | 隅沢克之                   | 松本剛                  | 松本剛         | 外崎春雄                   | [ 各回補足 12 ]                 |
| 4月6日         | 129  | 兄と弟遠過ぎる存在                                                                | 兄と弟遠過ぎる存在                                                                | 隅沢克之                   | むらた雅彦              | むらた雅彦     | 櫻井親良 朝井聖子          |                                 |
| 4月13日        | 130  | 父と子 ひび割れた家紋                                                             | 父と子 ひび割れた家紋                                                             | 隅沢克之                   | 清水明                  | にいどめとしや | 岡崎洋美                   |                                 |
| 4月20日        | 131  | 開眼 万華鏡写輪眼の秘密                                                           | 開眼 万華鏡写輪眼の秘密                                                           | 隅沢克之                   | 熊谷雅晃                | にいどめとしや | 金塚泰彦                   |                                 |
| 4月27日        | 132  | 親友よ!                                                                           | 親友よ!                                                                           | 隅沢克之                   | サトウシンジ            | サトウシンジ   | 番由紀子                   |                                 |
| 5月4日         | 133  | 涙の咆哮!オマエはオレの友達だ                                                     | 涙の咆哮!オマエはオレの友達だ                                                     | 隅沢克之                   | 若林厚史                | 若林厚史       | 若林厚史                   |                                 |
| 5月11日        | 134  | 涙雨の結末                                                                        | 涙雨の結末                                                                        | 隅沢克之                   | 本多康之                | サトウシンジ   | 尾形健一郎                 |                                 |
| 5月18日        | 135  | 守れなかった約束                                                                  | 守れなかった約束                                                                  | 隅沢克之                   | にいどめとしや          | にいどめとしや | 兵渡勝                     | [ 各回補足 13 ]                 |
| 5月25日        | 136  | 潜入捜査!?遂にきたきた超S級任務                                                   | 潜入捜査!?遂にきたきた超S級任務                                                   | 武上純希                   | 影山楙倫                | 影山楙倫       | Yang Kwang Seok            |                                 |
| 6月1日         | 137  | 無法者の街 ふうま一族の影                                                         | 無法者の街 ふうま一族の影                                                         | 武上純希                   | 林有紀                  | サトウシンジ   | 金塚泰彦                   |                                 |
| 6月8日         | 138  | 清き裏切り はかなき願い                                                           | 清き裏切り はかなき願い                                                           | 武上純希                   | 熊谷雅晃                | にいどめとしや | 岡崎洋美                   |                                 |
| 6月15日        | 139  | 恐怖!大蛇丸の館                                                                   | 恐怖!大蛇丸の館                                                                   | 武上純希                   | むらた雅彦              | むらた雅彦     | 朝井聖子                   |                                 |
| 6月22日        | 140  | 二つの鼓動 カブトの罠                                                             | 二つの鼓動 カブトの罠                                                             | 武上純希                   | 本多康之                | 黒津安明       | 尾形健一郎                 |                                 |
| 6月29日        | 141  | サクラの決意                                                                      | サクラの決意                                                                      | 武上純希                   | サトウシンジ            | サトウシンジ   | 番由紀子                   |                                 |
| 7月6日         | 142  | 厳戒施設の三悪人                                                                  | 厳戒施設の三悪人                                                                  | 広平虫                     | 影山楙倫                | 影山楙倫       | Yang Kwang Seoch           |                                 |
| 7月13日        | 143  | 走れトントン!お前の鼻が頼りだってばよ                                             | 走れトントン!お前の鼻が頼りだってばよ                                             | 広平虫                     | 林有紀                  | にいどめとしや | 金塚泰彦                   |                                 |
| 7月20日        | 144  | 新生三人一組二人と一匹!                                                           | 新生三人一組二人と一匹!                                                           | 広平虫                     | 熊谷雅晃                | 熊谷雅晃       | 岡崎洋美                   |                                 |
| 7月27日        | 145  | 炸裂!ニューフォーメーションいのシカチョウ                                         | 炸裂!ニューフォーメーションいのシカチョウ                                         | 広平虫                     | 剛田隼人                | にいどめとしや | 尾形健一郎                 |                                 |
| 8月10日        | 146  | 残された野望 大蛇丸の影                                                           | 残された野望 大蛇丸の影                                                           | 宮田由佳                   | むらた雅彦              | むらた雅彦     | 朝井聖子                   |                                 |
| 8月17日        | 147  | 因縁の対決!オマエにオレは倒せねえ                                                 | 因縁の対決!オマエにオレは倒せねえ                                                 | 宮田由佳                   | 松本剛                  | 百ノ飛礫       | 番由紀子                   | [ 各回補足 14 ]                 |
| 8月17日        | 148  | 超追尾力に赤丸も嫉妬!幻の微香虫を探せ                                             | 超追尾力に赤丸も嫉妬!幻の微香虫を探せ                                             | 西園悟                     | 田中ちゆき              | 田中ちゆき     | 金塚泰彦                   | [ 各回補足 14 ]                 |
| 8月24日        | 149  | どこが違うのさ!?虫って同じに見えないか                                            | どこが違うのさ!?虫って同じに見えないか                                            | 西園悟                     | 影山楙倫                | 影山楙倫       | Kim Jim Goo                |                                 |
| 8月31日        | 150  | だまして化かしてだまされて!壮絶ムシムシ大バトル                                   | だまして化かしてだまされて!壮絶ムシムシ大バトル                                   | 西園悟                     | にいどめとしや          | にいどめとしや | 兵渡勝                     |                                 |
| 9月14日        | 151  | 燃えよ白眼!これが私の忍道よ                                                       | 燃えよ白眼!これが私の忍道よ                                                       | 西園悟                     | 都留稔幸                | 都留稔幸       | 鈴木博文                   |                                 |
| 9月21日        | 152  | 生あるものへの葬送曲                                                              | 生あるものへの葬送曲                                                              | 鈴木やすゆき               | 剛田隼人                | サトウシンジ   | 尾形健一郎                 |                                 |
| 9月28日        | 153  | 心に届け!愛の鉄拳                                                                 | 心に届け!愛の鉄拳                                                                 | 武上純希                   | 熊谷雅晃                | 百ノつぶて     | 岡崎洋美                   |                                 |
| 10月5日        | 154  | 白眼の天敵                                                                        | 白眼の天敵                                                                        | 鈴木やすゆき               | 林有紀                  | にいどめとしや | ウクレレ善似郎             |                                 |
| 10月12日       | 155  | 忍び寄る暗雲                                                                      | 忍び寄る暗雲                                                                      | 武上純希                   | 影山楙倫                | 影山楙倫       | Jim Jin Goo Eum lk Hyoun   |                                 |
| 10月19日       | 156  | 逆襲の雷牙                                                                        | 逆襲の雷牙                                                                        | 鈴木やすゆき               | 剛田隼人                | サトウシンジ   | ウクレレ善似郎             |                                 |
| 10月26日       | 157  | 走れ!!!生命のカレー                                                               | 走れ!!!生命のカレー                                                               | 武上純希                   | むらた雅彦              | むらた雅彦     | 朝井聖子                   |                                 |
| 11月2日        | 158  | みんなオレについて来い!汗と涙のタクラミ大サバイバル                               | みんなオレについて来い!汗と涙のタクラミ大サバイバル                               | 広平虫                     | 松本剛                  | にいどめとしや | 岡野秀彦 津熊健徳          |                                 |
| 11月9日        | 159  | 敵か味方か!?荒野の賞金稼ぎ                                                        | 敵か味方か!?荒野の賞金稼ぎ                                                        | 鈴木やすゆき               | 熊谷雅晃                | 百ノつぶて     | 岡崎洋美                   |                                 |
| 11月16日       | 160  | 獲るか獲られるか!?オッケー寺の決斗                                                | 獲るか獲られるか!?オッケー寺の決斗                                                | 鈴木やすゆき               | 林有紀                  | にいどめとしや | ウクレレ善似郎             |                                 |
| 11月23日       | 161  | 珍客見参碧の野獣?猛獣?…珍獣?                                                      | 珍客見参碧の野獣?猛獣?…珍獣?                                                      | 鈴木やすゆき               | 剛田隼人                | にいどめとしや | 津田昭宏 斎藤新明          |                                 |
| 11月30日       | 162  | 白き呪い武者                                                                      | 白き呪い武者                                                                      | 武上純希                   | 福田きよむ              | 影山楙倫       | Kim Jin Goo Eum lk Hyoun   |                                 |
| 12月7日        | 163  | 策士・紅明の思惑                                                                  | 策士・紅明の思惑                                                                  | 武上純希                   | 菅井嘉浩                | 百ノつぶて     | 森田実                     |                                 |
| 12月14日       | 164  | 遅すぎた助っ人                                                                    | 遅すぎた助っ人                                                                    | 武上純希                   | 松本剛                  | サトウシンジ   | 岡野秀彦 津熊健徳          |                                 |
| 12月21日       | 165  | ナルト死す                                                                        | ナルト死す                                                                        | 武上純希                   | 熊谷雅晃                | にいどめとしや | 岡崎洋美                   |                                 |
| 2006年 1月4日  | 166  | 止まったままの時間                                                                | 止まったままの時間                                                                | 武上純希                   | 西村大樹                | 小林一三       | Kim Bae Hoon               | [ 各回補足 15 ]                 |
| 2006年 1月4日  | 167  | 白鷺のはばたく時間                                                                | 白鷺のはばたく時間                                                                | 武上純希                   | 剛田隼人                | 百ノつぶて     | ウクレレ善似郎             | [ 各回補足 15 ]                 |
| 1月18日        | 168  | 燃えろ寸胴!混ぜて伸ばして茹で上げろ!!                                             | 燃えろ寸胴!混ぜて伸ばして茹で上げろ!!                                             | 西園悟                     | 福田きよむ              | 影山楙倫       | Kim Jin Goo Eum lk Hyoun   |                                 |
| 1月25日        | 169  | 記憶 失われた頁                                                                   | 記憶 失われた頁                                                                   | 宮田由佳                   | にいどめとしや          | にいどめとしや | 兵渡勝                     |                                 |
| 2月1日         | 170  | 衝撃 閉ざされた扉                                                                 | 衝撃 閉ざされた扉                                                                 | 宮田由佳                   | 武山篤                  | 武山篤         | 森田実                     |                                 |
| 2月8日         | 171  | 潜入 仕組まれた罠                                                                 | 潜入 仕組まれた罠                                                                 | 宮田由佳                   | 木下ゆうき              | 百ノつぶて     | 金塚泰彦                   |                                 |
| 2月15日        | 172  | 絶望 引き裂かれた心                                                               | 絶望 引き裂かれた心                                                               | 宮田由佳 武上純希          | 西村大樹                | 小林一三       | Kim Sang Yeob              |                                 |
| 2月22日        | 173  | 海戦 解き放たれた力                                                               | 海戦 解き放たれた力                                                               | 宮田由佳 武上純希          | 熊谷雅晃                | にいどめとしや | 岡崎洋美                   |                                 |
| 3月1日         | 174  | ありえねーってばよ!セレブ忍法・金遁の術                                           | ありえねーってばよ!セレブ忍法・金遁の術                                           | 広平虫                     | 松本剛                  | 松本剛         | ウクレレ善似郎 岡野秀彦    |                                 |
| 3月8日         | 175  | ここ掘れワンワン!埋蔵金を探せ                                                     | ここ掘れワンワン!埋蔵金を探せ                                                     | 西園悟                     | 福田きよむ              | 影山楙倫       | Eum lk Hyun Kim Seong Beum |                                 |
| 3月15日        | 176  | 疾走、迷走、ジグザグ走!追って追われて間違えて                                     | 疾走、迷走、ジグザグ走!追って追われて間違えて                                     | 西園悟                     | 剛田隼人                | サトウシンジ   | 田中ちゆき                 |                                 |
| 3月22日        | 177  | OH!?ぷりーず♥みすたーぽすとまん                                                   | OH!?ぷりーず♥みすたーぽすとまん                                                   | 鈴木やすゆき               | 木村寛                  | 木村寛         | 森田実                     |                                 |
| 3月29日        | 178  | 出会い 『星』の名を持つ少年                                                       | 出会い 『星』の名を持つ少年                                                       | 武上純希                   | 濁川敦                  | 奥田誠治       | KIM SANG YEOP              |                                 |
| 4月5日         | 179  | ナツヒボシ 思い出の子守唄                                                         | ナツヒボシ 思い出の子守唄                                                         | 武上純希                   | 熊谷雅晃                | にいどめとしや | 金塚泰彦                   |                                 |
| 4月12日        | 180  | 秘術 孔雀妙法の代償                                                               | 秘術 孔雀妙法の代償                                                               | 武上純希                   | にいどめとしや          | にいどめとしや | 兵渡勝                     |                                 |
| 4月19日        | 181  | 星影 葬り去られた真実                                                             | 星影 葬り去られた真実                                                             | 武上純希                   | 福田きよむ              | 影山楙倫       | Eum lk Hyun                |                                 |
| 4月26日        | 182  | 再会 残された時間                                                                 | 再会 残された時間                                                                 | 武上純希                   | 木下ゆうき              | 木下ゆうき     | ウクレレ善似郎             |                                 |
| 5月3日         | 183  | 星は輝きを増して                                                                  | 星は輝きを増して                                                                  | 武上純希                   | 木村寛                  | 林隆文         | 森田実                     |                                 |
| 5月10日        | 184  | 犬塚キバのなが〜い一日                                                            | 犬塚キバのなが〜い一日                                                            | 広平虫                     | 剛田隼人                | 久城りおん     | 岡野秀彦 津熊健徳          |                                 |
| 5月17日        | 185  | 木ノ葉隠れの伝説 オンバアは実在した!!                                             | 木ノ葉隠れの伝説 オンバアは実在した!!                                             | 鈴木やすゆき               | 濁川敦                  | 奥田誠治       | Kim Sang Yeop              |                                 |
| 5月24日        | 186  | 笑うシノ                                                                          | 笑うシノ                                                                          | 西園悟                     | 熊谷雅晃                | サトウシンジ   | 岡崎洋美                   |                                 |
| 5月31日        | 187  | 開業!!木ノ葉引越センター                                                          | 開業!!木ノ葉引越センター                                                          | 吉田伸                     | 福田きよむ              | 影山楙倫       | Eum lk Hyun                |                                 |
| 6月7日         | 188  | 不可解 狙われた行商人                                                             | 不可解 狙われた行商人                                                             | 吉田伸                     | 木下ゆうき              | 木下ゆうき     | 金塚泰彦                   |                                 |
| 6月14日        | 189  | 地下水 無尽蔵の忍具                                                               | 地下水 無尽蔵の忍具                                                               | 吉田伸                     | 木村寛                  | 林隆文         | 森田実                     |                                 |
| 6月21日        | 190  | 白眼は見た!磁気使いの死角                                                         | 白眼は見た!磁気使いの死角                                                         | 吉田伸                     | 林有紀                  | にいどめとしや | ウクレレ善似郎             |                                 |
| 6月28日        | 191  | 死の宣告 『くもり時々晴れ』                                                       | 死の宣告 『くもり時々晴れ』                                                       | 吉田伸                     | 濁川敦                  | 奥田誠治       | Kim Sang Yeob              |                                 |
| 7月5日         | 192  | いの絶叫!ポッチャリ♥パラダイス                                                    | いの絶叫!ポッチャリ♥パラダイス                                                    | 宮田由佳                   | 福田きよむ              | 影山楙倫       | Eum lk Hyun                |                                 |
| 7月12日        | 193  | ビバ道場破り!青春はバクハツだ                                                     | ビバ道場破り!青春はバクハツだ                                                     | 西園悟                     | 剛田隼人                | にいどめとしや | 岡野秀彦 津熊健徳          |                                 |
| 7月19日        | 194  | 怪奇 呪われた幽霊城                                                               | 怪奇 呪われた幽霊城                                                               | 鈴木やすゆき               | 清水明                  | 十文字景       | 金塚泰彦                   |                                 |
| 7月26日        | 195  | 第三の超獣 最大のライバル                                                         | 第三の超獣 最大のライバル                                                         | 武上純希                   | 木村寛                  | サトウシンジ   | 森田実                     |                                 |
| 8月9日         | 196  | 涙の激突!熱血師弟対決                                                             | 涙の激突!熱血師弟対決                                                             | 武上純希                   | 熊谷雅晃                | 熊谷雅晃       | 岡崎洋美                   |                                 |
| 8月16日        | 197  | 大ピンチ!木ノ葉の11人全員集合                                                     | 大ピンチ!木ノ葉の11人全員集合                                                     | 西園悟                     | 濁川敦                  | 奥田誠治       | Kim Dae Hoon               |                                 |
| 8月23日        | 198  | 暗部もお手上げ ナルトの記憶                                                       | 暗部もお手上げ ナルトの記憶                                                       | 西園悟                     | 木下ゆうき              | にいどめとしや | ウクレレ善似郎             |                                 |
| 8月30日        | 199  | 的外れ 見えてきた標的                                                             | 的外れ 見えてきた標的                                                             | 西園悟                     | 福田きよむ              | 影山楙倫       | Eum lk Hyun                |                                 |
| 9月13日        | 200  | 現役バリバリ!最強の助っ人                                                         | 現役バリバリ!最強の助っ人                                                         | 西園悟                     | 剛田隼人                | 十文字景       | 堀越久美子 津熊健徳        |                                 |
| 9月20日        | 201  | 多重トラップ 崩壊のカウントダウン                                                 | 多重トラップ 崩壊のカウントダウン                                                 | 西園悟                     | 熨斗谷充孝              | にいどめとしや | 鈴木伸一                   |                                 |
| 9月27日        | 202  | 本日発表!忍者たちの汗と涙の名勝負ベスト5!お楽しみの番外編もあるってばよスペシャル | 本日発表!忍者たちの汗と涙の名勝負ベスト5!お楽しみの番外編もあるってばよスペシャル | 宮田由佳                   | 伊達勇登                | 伊達勇登       | 朝井聖子                   |                                 |
| 10月5日        | 203  | 紅の決断 とり残された第8班                                                        | 紅の決断 とり残された第8班                                                        | 武上純希                   | 清水明                  | 十文字景       | 金塚泰彦                   | [ 各回補足 16 ] [ 各回補足 17 ] |
| 10月5日        | 204  | 狙われた八雲 封印された能力                                                       | 狙われた八雲 封印された能力                                                       | 武上純希                   | 木村寛                  | 高柳哲司       | 森田実                     | [ 各回補足 16 ] [ 各回補足 17 ] |
| 10月5日        | 205  | 紅の極秘任務〜三代目との約束〜                                                    | 紅の極秘任務〜三代目との約束〜                                                    | 武上純希                   | 熊谷雅晃                | 田中ちゆき     | 岡崎洋美                   | [ 各回補足 16 ] [ 各回補足 17 ] |
| 10月19日       | 206  | 幻術か現実か 五感を制するもの                                                     | 幻術か現実か 五感を制するもの                                                     | 武上純希                   | 濁川敦                  | 奥田誠治       | Kim Dae Hoon               |                                 |
| 10月26日       | 207  | 封じられたはずの能力                                                              | 封じられたはずの能力                                                              | 武上純希                   | 木下ゆうき              | にいどめとしや | ウクレレ善似郎             |                                 |
| 11月2日        | 208  | 名器 花鳥風月の重さ                                                               | 名器 花鳥風月の重さ                                                               | 広平虫                     | 福田きよむ              | 影山楙倫       | Eum Ik Hyun                |                                 |
| 11月9日        | 209  | 敵は『不忍』                                                                      | 敵は『不忍』                                                                      | 鈴木やすゆき               | 剛田隼人                | 十文字景       | 津熊健徳 堀越久美子        |                                 |
| 11月16日       | 210  | 迷いの森                                                                          | 迷いの森                                                                          | 鈴木やすゆき               | 熨斗谷充孝              | 佐々木守       | 鈴木伸一                   |                                 |
| 11月30日       | 211  | 炎の記憶                                                                          | 炎の記憶                                                                          | 鈴木やすゆき               | 清水明                  | 十文字景       | 金塚泰彦                   |                                 |
| 12月7日        | 212  | それぞれの道                                                                      | それぞれの道                                                                      | 鈴木やすゆき               | 木村寛                  | 高柳哲司       | 森田実                     |                                 |
| 12月14日       | 213  | 失われた記憶                                                                      | 失われた記憶                                                                      | 吉田伸                     | 熊谷雅晃                | 十文字景       | 岡野秀彦 拙者五郎          |                                 |
| 12月21日       | 214  | 取り戻した現実                                                                    | 取り戻した現実                                                                    | 吉田伸                     | 濁川敦                  | 濁川敦         | Kim Dae-Hoon               | [ 各回補足 18 ]                 |
| 12月21日       | 215  | 消し去りたい過去                                                                  | 消し去りたい過去                                                                  | 吉田伸                     | 木下ゆうき              | にいどめとしや | ウクレレ善似郎             | [ 各回補足 18 ]                 |
| 2007年 1月11日 | 216  | 消えた匠 狙われた守鶴                                                             | 消えた匠 狙われた守鶴                                                             | 武上純希                   | 福田きよむ              | 影山楙倫       | Eum Ik Hyun                |                                 |
| 1月18日        | 217  | 砂の同盟国 木ノ葉の忍                                                             | 砂の同盟国 木ノ葉の忍                                                             | 鈴木やすゆき               | 剛田隼人                | 十文字景       | 堀越久美子 津熊健徳        |                                 |
| 1月25日        | 218  | 封じられた砂 水虎の反撃                                                           | 封じられた砂 水虎の反撃                                                           | 鈴木やすゆき               | 岡崎幸男                | にいどめとしや | 鈴木伸一                   |                                 |
| 2月1日         | 219  | よみがえった究極兵器                                                              | よみがえった究極兵器                                                              | 武上純希                   | 清水明                  | 十文字景       | 拙者五郎 岡野秀彦          |                                 |
| 2月8日         | 220  | 旅立ち                                                                            | 旅立ち                                                                            | 武上純希                   | 木村寛                  | 高柳哲司       | 森田実                     | [ 各回補足 19 ]                 |

補足
1. ↑  総集編
2. ↑  1時間スペシャル
3. ↑  以降は水曜19時27分から19時55分の放送
4. ↑  2023年7月2日にもテレビ東京系列で17:30 - 18:00に傑作選として放送された。
5. ↑  1時間ぶちぬきでサスケが大暴れだってばよ スペシャル
6. ↑  2023年7月9日にもテレビ東京系列で17:30 - 18:00に傑作選として放送された。
7. ↑  2023年7月16日にもテレビ東京系列で17:30 - 18:00に傑作選として放送された。
8. 1 2  再放送では82話から84話を2話分に再構成し放送。話数も「82話＋83話」「83話＋84話」と表記。
9. ↑  伝説の三忍が大暴れ!1時間ぶっ通しスペシャル
10. ↑  木ノ葉五人衆＋ワン!鉄壁のフォーメーションで大暴れだってばよ スペシャル
11. ↑  今年もナルトだ!クールな男の熱き戦い!天才忍者が大暴れだってばよ スペシャル
12. ↑  待ちやがれサスケ――ッ!遂にサスケに追いついて大暴れだってばよ スペシャル
13. ↑  原作第一部終了
14. ↑  史上最強のNARUTO-ナルト-スペシャル ガチンコ勝負 虫取り うん動会 3大祭りで大暴れだってばよ スペシャル。途中、劇場版の『木ノ葉の里の大うん動会』も放送。
15. ↑  今年もNARUTOがやったらぁ!戌年だけど鳥の国!?ぶっち抜きで大暴れだってばよ スペシャル
16. ↑  NARUTOお引っ越し記念!木曜になってもやったらあ!愛と憎しみの師弟対決、上忍も下忍も入り乱れて90分大暴れだってばよ スペシャル
17. ↑  以降は木曜19時30分から19時57分の放送
18. ↑  寒い冬こそHOTに戦う!年内最後の大暴れだってばよ スペシャル
19. ↑  終盤の展開のみは、原作に沿っていた。

## 登場人物
主に原作に登場するキャラクターについてはNARUTO -ナルト-の登場人物を参照。
- うずまきナルト（声 - 竹内順子）
- うちはサスケ（声 - 杉山紀彰）
- 春野サクラ（声 - 中村千絵）
- はたけカカシ（声 - 井上和彦）

### アニメオリジナルキャラクター
風神（ふうじん）、雷神（らいじん）
声 - 宇垣秀成（風神）、酒井敬幸（雷神）
元木ノ葉の忍の双子の兄弟。太った巨漢で兄の風神は弟よりも小柄。大人しい性格だが空腹になると怒りで我を忘れ豹変する。任務中食料が無くなったことで暴走し仲間を皆殺しにして収監されていた。アスマ曰く「伝説のバカ兄弟」。同じく投獄されていたミズキに食い物につられ彼と共に脱獄しナルト達と対立する。援軍のアスマ班と戦い圧倒するが綱手に敗北した。綱手には過去に因縁があるらしく2人は彼女のことを非常に恐れている。敗北後は反省し綱手に脅され施設へ戻った。
黒鋤雷牙（くろすき らいが）
声 - 藤原啓治
霧の忍刀七人衆の元メンバーで、「雷刀・牙」の使い手。霧隠れの追い忍であったが、里を抜けてカタバミ金山のボディーガードの「黒鋤ファミリー」の棟梁となった。雷撃を利用した術を用い、蘭丸が自分の目や耳になるため非常に広範囲な洞察力を持つようになり、そのおかげで七人衆に入れ、牙を使用するようになった。同じ忍刀七人衆でありながら、再不斬や鬼鮫の事は嫌っている。また自分を裏切った者に対して、悪い思い出は全て水に流して良い思い出だけを残すために生きたまま葬式する（いわゆる生き埋め）という狂気を秘めている。あまり頭は良くなく、どこか子どもっぽいところがある。
相棒である蘭丸に非常に深い情を持ち、病弱な蘭丸の手足となって色々な世界を見せるため村から連れていった。その後、蘭丸が自分の元を離れた後は、蘭丸が人とのつながりや生の実感を新たに感じたことによって相容れなくなり深い悲しみと怒りを抱いていたが、本当は見送る気持ちを持っており、自身の敗北を機に真の自由を手にした蘭丸を笑顔で見送った後、自身の体に雷を打たせて灰となり死亡した。
BORUTO-ボルト- -NARUTO NEXT GENERATIONS-では黒鋤文淡（くろすき ブンタン、声 - 伊瀬茉莉也）という娘がいたことが明かされ、原作でもガイの回想で第三次忍界対戦で彼に似た人物がガイ達と出くわしている。
蘭丸（らんまる）
声 - 矢島晶子
雷牙の相棒として不思議な力を持つ病弱な少年。ナルトと雷牙の戦いによって雷牙から離れ、カラシに出会い、彼の母親である山椒が経営しているカレー屋に住む。カラシのカレーとテンテンの言葉でナルトの味方になり、雷牙と別れた。
山椒（さんしょう）
声 - 斎藤昌
カレー屋、「命のカレー屋」の店主。「ありゃさこりゃさ」が口癖。修行で3日間寝ながらマラソンをして行き倒れたリーをカレーで救ったことで信頼されている。カレーの味はかなり辛く、激辛のカレーが好物であるリー以外はほとんど辛さのあまり気絶するほど。
カラシ
声 - 桐井大介
山椒の息子。まともに客が来ない店に失望し家出した。強さを求めて黒鋤ファミリーに入ったがリーに説得され改心し脱退。
チシマ
声 - 三戸貴史
鳥の国の大名サギ（トキ）の親友で、呪武者退治の依頼人。戦いの中ナルトをかばってホウキに殺されかけたが一命を取り留めた。事件後はトキと共に鳥の国復興に尽力する。
トキ
声 - 長沢美樹、関智一（サギ変装時）
鳥の国の若き大名でチシマとは同い年の親友。当初はホウキに殺害された兄のサギを名乗り、父親と兄の仇討ちの為に呪武者として行動していたがナルトの説得で思いとどまる。ホウキを倒した後はサギとして国民を欺いていたことを謝罪し、正式に大名となりチシマと共に鳥の国の復興に尽力する。
サギ
声 - 関智一
鳥の国の大名でトキの兄。鳥の国乗っ取りを企むホウキに謀殺される。ホウキとの闘いで気絶したナルトの夢の中に現れ妹を救うように頼む。
ホウキ
声 - 戸谷公次、宝亀克寿（孟宗）
鳥の国乗っ取りを企む忍頭。当初は鳥の国を欺く為に大名の大目付の孟宗（もうそう）という老人に変装していた。あらゆる忍術を盗んで我が物にしていたが、忍術こそも偽物であった。目的の為トキの兄と父親を謀殺しトキの命をも狙うが、全てを知ったナルト達に倒されて投獄された。
紅明（こうめい）
声 - 田原アルノ
鳥の国の貴族。大名の座の為にサギの命を狙っているとされていたがそれはホウキによる濡れ衣だった。真実を知ったナルト達に救出される。
スマル
声 - 浪川大輔
星隠れの里の下忍。身長はナルト（この時点で147㎝）とほぼ同じ。正式な五影ではない星影となり星隠れの里を第6の五大国にする夢を持っている。当初はナルトのことは信用せず対立していたが戦いの中で打ち解ける。事件後はナルトとは夢を競うライバル関係となった。以降は星の里にまつわる話は登場せず、疾風伝以降では星の里の状況は不明である。
ナツヒ
声 - 深見梨加
スマルの母で星忍。10年前に死亡したことになっていたが偽装であり、生命に危険を及ぼす「星」による修行から息子を含む星忍達の命を救うためにアカホシと対立している。スマルと再会した後1人で「星」の封印に向かうがアカホシに追いつかれ殺害される。死の直前チャクラを残し、そのチャクラでナルトに協力しアカホシを倒した。
ホクト
声 - 恒松あゆみ
スマルと同期の星忍。当初はナルトを敵と間違えて攻撃したが和解する。アカホシの本性を知り他の星忍達にアカホシの本性を訴える。事件後はスマル、ミヅラと共に木ノ葉の里を訪れる。
ミヅラ
声 - 青山桐子
スマルと同期の星忍。星の修行が原因で衰弱している。衰弱しながらもホクトと共に自身の衰弱した体をもってアカホシの本性を訴えた。事件後は杖を使い歩けるようになる。
ホタルビ
声 - 小山力也
スマルの父でナツヒの夫の星忍。ナツヒと共に生命に危険を及ぼす「星」を封印する為に戦って戦死している。
アカホシ
声 - 宮本充
星影代理。裏では「星」を悪用しクーデターを企んでおり、それを否定する三代目星影を殺害した。里の強化のためにスマル達星忍たちに星を使った命に関わる修行を強制させている。星隠れの里が正式な五影ではないということに対するコンプレックスがあり、それが原因で「星」を使って星忍達の命を奪ってまで里を強化させようと画策していた。全ての星忍達に計画を知られたことで激昂し「星」を自身の体に取り込み暴走するがナツヒのチャクラにより強化されたナルトの螺旋丸の前に敗れた。その後は星の里で厳重な処罰を受ける。
ヨタカ、シソウ
声 - 安井邦彦（ヨタカ）、 戸部公爾（シソウ）
アカホシの側近の星忍。アカホシの度が過ぎた行動に疑問を持ちながらも加担している。事件後はアカホシ共々処罰を受けることになる。
鞍馬八雲（くらま ヤクモ）
声 - 半場友恵
紅の元弟子である少女。鞍馬一族の娘で虚弱体質だが、幻術の能力に優れている。紅や三代目に父親のムラクモ（声 - 船木まひと）と母親のウロコ（声 - 久嶋志帆）を殺されたと思い込み、彼女を憎んでいた。
実は両親を殺した犯人は彼女の心の奥にあるイドの怪物で、一時は元師匠である紅を絵で消そうとしたが、イドの怪物が倒された後に紅を消さずに解放して倒れた。その後は元気になっている。
鞍馬雲海（くらま ウンカイ）
声 - 石田圭祐
鞍馬一族の族長代理である男性。ナルトを八雲の幻術から脱出するために火傷した。
トドロキ
声 - 花輪英司
囚人の警護部隊。5年前丸鉄に弟・アキオを殺されたと思い丸鉄に復讐しようとしている。戦いの中アキオと再会し丸鉄とも和解した。
丸鉄（ガンテツ）
声 - 楠大典
「不忍」の一員だったが非情に徹しきれず不忍を裏切り、アキオを始めとする不忍に家族を殺された子供を救い孤児として育てる。逮捕され護送されている際にアキオを殺されたと思っていたトドロキから命を狙われている。後に事情を知り和解し、トドロキから戦いの中で死亡したことにされてアキオ達孤児を託され別れた。
アキオ
声 - 日野聡、設楽麻美（幼少期）
トドロキの弟で丸鉄の孤児。5年前に丸鉄に救われて孤児として育てられる。トドロキからは丸鉄に殺害されたと思われていた。修羅に攫われたがトドロキと丸鉄に救われた。兄との再会を果たし、他の孤児たちを任された。
修羅（シュラ）
声 - 奥田啓人
「不忍」リーダー。裏切り者の丸鉄の命を狙っている。雨隠れの忍のシグレが使った術と同じ術を使う為雨隠れの抜け忍と思われる。宝の場所を聞くためにアキオを拷問にかけるがナルトの螺旋丸によって敗北した。
土岐（トキ）
声 - 白熊寛嗣
「不忍」。土遁系の忍術を得意とする。ナルトの螺旋丸に敗北した。
文殊（モンジュ）
声 - 加藤将之
「不忍」。弦を使った術を得意とする。ナルトの影分身に敗北した上リーに蹴り飛ばされる。
マツリ
声 - 坂本真綾
「NARUTO -ナルト- 疾風伝#登場人物」を参照。アニメ版第1期のオリジナルキャラクターでは唯一「疾風伝」にも登場する。
セイメイ
声 - 諏訪部順一
匠隠れの里の始祖。アニメ版第1期のラスボスにあたる人物。すでに死亡しミイラとして保管されていたが守鶴の力を利用した宝亀によって復活。匠隠れの里を崩壊状態に追い込んだ五大国への復讐を企んでいる。他人の為に戦える力に疑問を持ちながら砂瀑大葬により敗北し戦死した。
宝亀（ホウキ）
声 - 森田順平
匠隠れの里の忍で「四天象人」のリーダー。セイメイを蘇らせる為に我愛羅の守鶴の力を欲する。セイメイ同様に五大国同士の戦争の為に匠隠れの里で開発された武器が他国に渡ることを防ぐために匠隠れの里が襲われ崩壊状態に至った為に五大国への復讐を企む。守鶴の力と自らの命をセイメイ復活の為に捧げ消滅した。
孔雀（クジャク）
声 - 沢海陽子
匠忍。「四天象人」の紅一点。風を操る孔雀飛翔昇剣（くじゃくひしょうしょうけん）を使う。テマリと戦い圧倒していたが助っ人に来たシカマルといのとの連携で逆に圧倒されてテマリの「風遁・斬り斬り舞」に敗北し川へ落下する。生死は不明。
竜眼（リュウガン）
声 - 桐井大介
匠忍。「四天象人」の1人で青髪の少年。水を操る竜眼ガリアン刀（りゅうがんガリアンとう）を使う。カンクロウと助っ人に来たキバとチョウジと交戦しカンクロウの「黒秘技・機々一発」をくらい戦死する。
水虎（スイコ）
声 - 石住昭彦
匠忍。「四天象人」の1人で髭面の大男。無限鋼鎧（むげんこうがい）というチャクラ吸引する鎧を持つ。我愛羅の砂の槍で心臓を貫かれ戦死する。

## アニメ版オリジナルストーリー
26話
木ノ葉丸たちの学級新聞に協力するという形での総集編。
52話
エビスと修行することになったナルト。エビスと追いかけっこに負けたナルトは、チャクラのコントロール力を高めるのため、水の上を歩く修行をする。
59話
中忍試験前日のそれぞれの動き。
97話
綱手に貸した借金の返済を受け取らないと国へ帰れない2人組に出会ったナルトは同情し、二人に協力する。
99話
三代目火影の死と綱手の火影就任を受け入れられない木ノ葉丸をナルトが説得することになる。
101話
カカシの素顔がみたいナルト達3人はさまざまな作戦を考える。そこにカカシを狙うモヤ忍達も動きはじめる。
102話 - 106話
ナルト達3人は茶の国での町の顔役をかけたトドロキ大社の奉納の儀のレースの参加者、森乃イダテを護衛する任務についた。
136話 - 141話
ナルトとサクラは自来也と共に、サスケと大蛇丸を追って田の国に向かった。そこでふうま一族と対決する。
142話 - 147話
捕まっていたはずのミズキが脱獄した。ナルトはイルカと共に、ミズキを追う。
148話 - 151話
サスケを追う手段である微香虫を探す手に入れるため、ナルトと第八班のメンバーによる虫探しが行われるが、同じく微香虫を狙う岩隠れの上水流一族の忍達も動き始める。
152話 - 157話
ナルトとネジ、リー、テンテンはカタバミ金山の人たちを苦しめている黒鋤ファミリーの排除に向かった。
158話
ナルトたちは、生徒たちの引率者として、忍者アカデミーの野外演習に参加した。
159話 - 160話
ナルトとキバ、ヒナタは、盗賊の五寸釘（ごすんくび、声 - 廣田行生）を捕まえるため、石の国に向かった。
161話
木の葉の里に潜入するためガイとリーに変装した、モンダイ・ガイ（声 - 水島裕）とポッチャ・リー（声 - 桜井敏治）の二人組。その正体に気付かないナルトと体術の修行をするため、数々の過酷な任務に挑んだ。
162話 - 167話
ナルトとネジ、テンテンは、城下を騒がせている呪い武者退治の任務で、鳥の国に向かった。
168話
ナルトとサクラ、チョウジは、料理忍者に誘拐されたアヤメを助け出すため、怪我をしたテウチと共に究極のラーメン作りに挑む。
169話 - 173話
みたらしアンコ、ナルト、いの、シノの4人は海の国で船を襲うという海魔の捕獲任務についた。原作では不明瞭だったアンコと大蛇丸の決別の経緯が描かれる。
174話
ナルトは、宝石商の御曹子で忍者に憧れるクニヒサ（声 - 雨蘭咲木子）の1日忍者体験ごっこに付き合わされる。
175話 - 176話
ナルトとキバ、ヒナタは、宝探しの任務を命じられた。失敗すると、連帯責任で3人とも忍者アカデミーからやり直すことになる。
177話
任務の帰りに自来也と出会ったナルトは、修行を見てもらうため、勝手に原稿を書き飛脚忍者に配達を頼む。
178話 - 183話
ナルト、ネジ、リー、テンテンの4人は星の警護のため星隠れの里に向かう。
184話
ナルトは、細菌兵器に感染した疑いのある赤丸を監視する任務で、赤丸とキバを見張る。
185話
ナルトは、修行中に背中についてしまった伝説の生き物オンバア（声 - 山口眞弓）の子ども、オンブ（声 - 細野雅世）の面倒を見ることになる。オンバアは、成長すると凶暴な怪物になってしまうという。
186話
ナルトとシノは、花月家当主の葬式の警備と、笑ってしまうと相続権がなくなる喪主の代理人として、葬儀に参加することになる。
187話 - 191話
ナルトとチョウジ、ヒナタは、菜の国からの行商人の護衛の任務に向かう。菜の国を襲った邪忍が行商人たちを追跡していた。
192話
ナルトといのは、いのと瓜二つというさる大名の姫の影武者として、お見合い代行の任務につく。お見合い相手は、いのの苦手なぽっちゃり系だった。
193話
修行のために道場破りを迎えようと、道場を開いたリー。ナルトに相談されたガイは、変装して道場破り第1号を勤めようとする。
194話
任務で人が消えるという城の調査に向かったナルト、キバ、ヒナタ。実はその城は口寄せされたカメレオン・シロマリ（声 - 伊丸岡篤）だった。閉じ込められたナルトたちは脱出のため、契約の巻物を探す。ちなみに巻物に書かれている文字の一部に作者の名前（岸本斉史）が書かれている。
195話 - 196話
謎の少年ヤグラ（声 - 鉄野正豊）を弟子にしたガイ。しかし、ヤグラは実はガイを罠にはめるために近づいたのだった。罠にはまったガイは、見覚えのある動きをする人形と戦う。一方、助けに来たリーも見覚のある動きをする人形と戦っていた。
197話 - 201話
ナルトの知り合い、ゲンノウ（声 - 城山堅）が里に多くの起爆札を仕掛けていることがわかった。ゲンノウに秘められた過去が明らかになる。第3・7・8・10班の11人全員揃った唯一の任務。
202話
これまでの戦いで人気ランキング5を発表。
203話 - 207話
かつて木ノ葉の一大勢力だった鞍馬一族を巡る戦い。
208話
ナルトとキバは、名器・花鳥風月の輸送の警護の任務についた。
209話 - 212話
ナルト、サクラ、リーの三人は抜け忍による強盗団「不忍」の1人、丸鉄の護送任務に就くが、途中「不忍」の襲撃を受ける。その後、ナルトはサクラ、リーとはぐれてしまう。
213話 - 215話
ナルトは記憶をなくした少年を助け、メンマ（声 - 野島健児）と名づける。彼の正体をさぐるためナルトはテンテン、ネジと共に田の国へ向かう。
216話 - 220話
忍者学校の教官を務める我愛羅・カンクロウ・テマリ。だが、四天象人と名乗る謎の集団によって我愛羅の教え子であるマツリがさらわれた。マツリを奪還するべく、木ノ葉隠れの里に援軍を頼み、我愛羅達は四天象人を追いかける。四天象人の長・セイメイ（声 - 諏訪部順一）の目的は我愛羅の守鶴のチャクラだった。
余談だが、この話に登場したマツリは疾風伝でテマリの部下として再登場している。

## スタッフ
- 原作 - 岸本斉史（集英社「週刊少年ジャンプ」連載）
- プランニングマネージャー - 原田孝→岩田圭介→廣部琢之（テレビ東京）
- シリーズ構成 - 隅沢克之（第1話 - 第132話）→武上純希（第133話 - 第220話）
- キャラクターデザイン - 西尾鉄也、鈴木博文
- サブデザイン - もりやまゆうじ、三好和也、宇佐美皓一、杉藤さゆり
- 美術監督 - 高田茂祝（Studio Wyeth）
- 色彩設計 - 川見拓也
- 撮影監督 - 松本敦穂
- 編集 - 森田清次（森田編集室）
- ビデオ編集 - 村仲康太郎、岡村裕隆、石川千鶴子（グッドジョブTOKYO）
- 音楽 - 増田俊郎 with 六三四プロジェクト
- 録音演出 - 神尾千春
- 音響演出 - えびなやすのり（ビーライン）
- 音響効果 - 長谷川卓也（サウンドボックス）
- 録音調整 - 野口あきら
- 録音スタジオ - スタジオごんぐ
- 音響プロデューサー - 塚田政宏
- 録音制作 - ケイエスエス→楽音舎
- 音楽制作/協力 - 木村唯人、アニプレックス、テレビ東京ミュージック
- 背景 - スタジオワイエス・Studio LOFT・SEOUL LOFT
- 制作チーフ - 平川千輝
- 制作デスク - 廣沢武史→平川千輝
- 文芸 - 宮田由佳
- 設定製作 - 宮田由佳→小野隆宏
- 番組宣伝 - 伊藤淳也→笹原七重→鈴木紀子→石井真知子→内海賢朗（テレビ東京）
- アニメーションプロデューサー - 朴谷直治
- プロデューサー - 具嶋朋子→小林教子（テレビ東京）、萩野賢（studioぴえろ）
- 監督 - 伊達勇登
- 製作 - テレビ東京、ぴえろ→studioぴえろ

## 主題歌
本作品の主題歌は全てソニーミュージックのアーティストが担当している。※はTVにクレジット表記されなかった楽曲情報。

### オープニング
| 順 | 話数                                   | 曲名                   | 歌手                     | 作詞           | 作曲              | 編曲                                         | レーベル           | 発売日         | オリコン最高位 |
| -- | -------------------------------------- | ---------------------- | ------------------------ | -------------- | ----------------- | -------------------------------------------- | ------------------ | -------------- | -------------- |
| 1  | 1(2002年10月3日)-25(2003年3月27日)     | R★O★C★K★S              | HOUND DOG                | Yukio Matsuo   | Hitoshi Minowa    | Hitoshi Minowa                               | Sony Music House   | 2002年11月20日 | 84位           |
| 2  | 26(2003年4月2日)-53(10月8日)           | 遥か彼方               | ASIAN KUNG-FU GENERATION | 後藤正文       | 後藤正文          | ASIAN KUNG-FU GENERATION                     | Ki/oon Records     | 2003年4月23日  | 45位           |
| 3  | 54(2003年10月15日)-77(2004年3月31日)   | 悲しみをやさしさに     | little by little         | 鈴木哲彦       | 鈴木哲彦 十川知司 | tasuku 村山達哉(弦編曲)                      | Sony Music Records | 2003年12月17日 | 6位            |
| 4  | 78(2004年4月7日)-103(9月29日)          | GO!!!                  | FLOW                     | KOHSHI ASAKAWA | TAKESHI ASAKAWA   | FLOW Seiji Kameda                            | Ki/oon Records     | 2004年4月28日  | 6位            |
| 5  | 104(2004年10月13日)-128(2005年3月30日) | 青春狂騒曲             | サンボマスター           | 山口隆         | 山口隆            | サンボマスター                               | Sony Records       | 2004年12月1日  | 15位           |
| 6  | 129(2005年4月6日)-153(9月28日)         | ノーボーイ・ノークライ | STANCE PUNKS             | TSURU          | TSURU             | STANCE PUNKS ※Sound Produced by ホリエアキラ | Dynamord           | 2005年6月8日   | 33位           |
| 7  | 154(2005年10月5日)-178(2006年3月29日)  | 波風サテライト         | シュノーケル             | 西村晋弥       | 西村晋弥          | シュノーケル 上田ケンジ                      | SME Records        | 2006年1月1日   | 37位           |
| 8  | 179(2006年4月5日)-202(9月27日)         | Re:member              | FLOW                     | KOHSHI ASAKAWA | TAKESHI ASAKAWA   | FLOW TERASSY                                 | Ki/oon Records     | 2006年5月31日  | 12位           |
| 9  | 203(2006年10月5日)-220(2007年2月8日)   | ユラユラ               | Hearts Grow              | Hearts Grow    | Hearts Grow       | 蔦谷好位置 百田留衣 ※Produced by 玉井健二    | Epic Records       | 2006年12月6日  | 52位           |

### エンディング
開始直後は、オープニングと合わせるように曲が変わっていたが、2年目からは1クール通期で曲が変わるようになった。その後木曜夜7時半に改編してからは、第二期『疾風伝』が開始するに伴い、オープニングに合わせていた。
| 順 | 話数                                 | 曲名                           | 歌手                                     | 作詞                                     | 作曲                                     | 編曲                                           | レーベル                      | 発売日         | オリコン最高位 |
| -- | ------------------------------------ | ------------------------------ | ---------------------------------------- | ---------------------------------------- | ---------------------------------------- | ---------------------------------------------- | ----------------------------- | -------------- | -------------- |
| 1  | 1(2002年10月3日)-25(2003年3月27日)   | Wind                           | Akeboshi                                 | Akeboshi                                 | Akeboshi                                 | Akeboshi                                       | DA・LEMANS RECORDS            | 2002年8月8日   | 31位           |
| 2  | 26(2003年4月2日)-51(9月24日)         | ハルモニア                     | RYTHEM                                   | RYTHEM                                   | RYTHEM                                   | CHOKKAKU                                       | Sony Music Associated Records | 2003年5月21日  | 29位           |
| 3  | 52(2003年10月1日)-64(12月24日)       | ビバ★ロック 〜japanese side〜  | ORANGE RANGE ※Produced by シライシ紗トリ | ORANGE RANGE ※Produced by シライシ紗トリ | ORANGE RANGE ※Produced by シライシ紗トリ | ORANGE RANGE ※Produced by シライシ紗トリ       | gr8! records                  | 2003年10月22日 | 3位            |
| 4  | 65(2004年1月7日)-77(3月31日)         | ALIVE                          | 雷鼓                                     | ハル 金田英臣                            | ハル                                     | 雷鼓 ※Produced by 本間昭光                     | Sony Music Associated Records | 2004年2月18日  | 40位           |
| 5  | 78(2004年4月7日)-89(6月23日)         | 今まで何度も                   | ザ・マスミサイル                         | 高木芳基                                 | 高木芳基                                 | ザ・マスミサイル                               | Sony Music Records            | 2004年5月19日  | 22位           |
| 6  | 90(2004年7月7日)-103(9月29日)        | 流星                           | TiA                                      | TiA Natsumi Kobayashi                    | TiA Kei Kawano                           | Kei Kawano                                     | Epic Records                  | 2004年8月4日   | 39位           |
| 7  | 104(2004年10月13日)-115(12月22日)    | マウンテン・ア・ゴーゴー・ツー | キャプテンストライダム                   | 永友聖也                                 | 永友聖也                                 | キャプテンストライダム                         | Sony Music Associated Records | 2004年11月3日  | 73位           |
| 8  | 116(2005年1月5日)-128(3月30日)       | はじめて君としゃべった         | ガガガSP                                 | 桑原康伸                                 | 桑原康伸                                 | ガガガSP                                       | Sony Records                  | 2005年2月2日   | 28位           |
| 9  | 129(2005年4月6日)-141(6月29日)       | 失くした言葉                   | No Regret Life                           | 小田和奏                                 | 小田和奏                                 | No Regret Life ※Sound Produced by ホリエアキラ | Sony Music Associated Records | 2005年6月8日   | 40位           |
| 10 | 142(2005年7月6日)-153(9月28日)       | スピード                       | アナログフィッシュ *Produced by 藤井丈司 | アナログフィッシュ *Produced by 藤井丈司 | アナログフィッシュ *Produced by 藤井丈司 | アナログフィッシュ *Produced by 藤井丈司       | Epic Records                  | 2005年8月3日   | 80位           |
| 11 | 154(2005年10月5日)-165(12月21日)     | そばにいるから                 | AMADORI                                  | AMADORI 佐々木望                         | AMADORI                                  | 田中直                                         | Epic Records                  | 2005年11月16日 | 100位          |
| 12 | 166(2006年1月4日)-178(3月29日)       | パレード                       | CHABA                                    | 平野一郎                                 | 平野一郎                                 | CHABA 屋敷豪太                                 | Ki/oon Records                | 2006年2月22日  | 67位           |
| 13 | 179(2006年4月5日)-191(6月28日)       | Yellow moon                    | Akeboshi                                 | 井上陽水 Akeboshi                        | Akeboshi ※徳澤青弦(弦編曲)               | Akeboshi ※徳澤青弦(弦編曲)                     | Epic Records                  | 2006年4月19日  | 65位           |
| 14 | 192(2006年7月5日)-202(9月27日)       | ピノキオ                       | オレスカバンド                           | tae                                      | iCas                                     | 不明                                           | TERRY DOLLAR RECORD$          | 2007年5月23日  | 29位           |
| 15 | 203(2006年10月5日)-220(2007年2月8日) | シナリオ                       | SABOTEN                                  | キヨシ                                   | キヨシ                                   | SABOTEN                                        | Sony Music Records            | 2006年12月20日 | 60位           |

### 「少年篇」主題歌

#### 1周目オープニング
アニメーションは『少年篇』本編の映像や無印時代のOP・ED映像をつなぎ合わせたものが流された。
1. 「R★O★C★K★S」（2009年4月29日）第1話
歌 - HOUND DOG
2. 「道標」（2009年4月30日 - 7月16日）第2話 - 第24話
歌 - SUPER BEAVER
第1話ではエンディング曲として使用。
3. 「SUMMER FREAK」（2009年7月22日 - 9月30日） 第25話 - 第45話
歌 - FLOW
4. 「さよなら世界」（2009年10月7日 - 2010年3月10日）第46話 - 第67話
歌 - 氣志團
5. 「ただ弱いだけじゃなくて僕らは…」（2010年3月17日 - 7月14日）第68話 - 第85話
歌 - Mass Alert（マサラー）
6. 「コピペ」（2010年7月21日 - 10月20日）第86話 - 第99話
歌 - serial TV drama
7. 「約束」（2010年10月27日 - 2011年1月26日）第100話 - 第112話
歌 - DOMINO
8. 「Full a Gain」（2011年2月2日 - 4月13日）第113話 - 第123話
歌 - Aqua Timez
9. 「プリミティブ・パワー」（2011年4月20日 - 7月6日）第124話 - 第135話
歌 - 7!!

#### 1周目エンディング
※印の楽曲は『疾風伝』の主題歌にもなっており、アニメーションも『疾風伝』の時のまま放送された。ただしオープニング曲は『疾風伝』のタイトルロゴが映る部分が別の絵に差し替えられている（『ホタルノヒカリ』のみ『疾風伝』のタイトルロゴもそのまま流された）。
劇場版主題歌時は劇場版の映像が、『少年篇』オリジナルの曲はオープニング同様本編の映像をつなぎ合わせたものが流された。
1. 「ホタルノヒカリ」（2009年4月30日 - 7月16日、9月17日 - 10月7日）第2話 - 第20話の偶数話、第21 - 第27話の奇数話、第42話・第44話・第46話 ※『疾風伝』OP曲
歌 - いきものがかり
第2話から第20話は毎週木曜日放送分のみ。第21話から第27話は毎週水曜放送分のみ。
2. 「深呼吸」（2009年5月6日 - 7月15日）第3話 - 第19話の奇数話 ※『疾風伝』ED曲
歌 - SUPER BEAVER
毎週水曜日放送分のみ。
3. 「誰かが」（2009年7月9日 - 9月10日）第22話 - 第40話の偶数話
歌 - PUFFY
毎週木曜放送分のみ。『劇場版 NARUTO -ナルト- 疾風伝 火の意志を継ぐ者』主題歌。
4. 「My ANSWER」（2009年8月5日 - 9月30日）第29話 - 第43話の奇数話 ※『疾風伝』ED曲
歌 - SEAMO
第29話から第43話は毎週水曜放送分のみ。
5. 「Sign」（2009年10月14日 - 12月23日）第47話 - 第56話 ※『疾風伝』OP曲
歌 - FLOW
6. 「ココロの欠片 feat.FEROS」（2010年1月6日 - 3月31日）第58話 - 第70話
歌 - 竹内順子
7. 「LIFE GOES ON」（2010年4月7日 - 7月28日、9月1日）第71話 - 第87話、第92話
歌 - 竹内順子
8. 「if」（2010年8月4日 - 8月25日、9月8日 - 10月6日）第88話 - 第91話、第93話 - 第97話
歌 - 西野カナ
『劇場版 NARUTO -ナルト- 疾風伝 ザ・ロストタワー』主題歌。
9. 「Diver」（2010年10月13日 - 2011年4月13日）第98話 - 第123話 ※『疾風伝』OP曲
歌 - NICO Touches the Walls
10. 「FREEDOM」（2011年4月20日 - 2011年7月6日）第124話 - 第135話 ※『疾風伝』ED曲
歌 - HOME MADE 家族
アニメーションは新規に描かれたものに変更されている。

| 放送週                    | 話数            | 水曜日（奇数話を放送） | 木曜日（偶数話を放送） | 備考                               |
| ------------------------- | --------------- | ---------------------- | ---------------------- | ---------------------------------- |
| 2009年4月第4週            | 第1話・第2話    | 道標                   | ホタルノヒカリ         | 放送開始第1週。                    |
| 2009年5月第1週 - 7月第1週 | 第3話 - 第20話  | 深呼吸                 | ホタルノヒカリ         |                                    |
| 2009年7月第2週 - 8月第1週 | 第21話 - 第28話 | ホタルノヒカリ         | 誰かが                 |                                    |
| 2009年8月第2週 - 9月第2週 | 第29話 - 第40話 | My ANSWER              | 誰かが                 |                                    |
| 2009年9月第3・4週         | 第41話 - 第44話 | My ANSWER              | ホタルノヒカリ         | 翌週から毎週水曜のみの放送となる。 |

- 毎週2話ずつ放送していた期間のエンディングテーマを示す。

#### 2周目オープニング
1. 「R★O★C★K★S」（2011年7月13日）第1話
歌 - HOUND DOG
2. 「プリミティブ・パワー」（2011年7月20日 - 7月27日）第2話 - 第3話 
歌 - 7!!
3. 「Future Eve」（2011年8月3日 - 11月2日）第4話 - 第17話
歌 - OKAMOTO'S
『炎の中忍試験!ナルトVS木ノ葉丸!!』主題歌。
4. 「Good Bye, Good Luck」（2011年11月9日 - 2012年3月28日）第18話 - 第37話
歌 - TOTALFAT

#### 2周目エンディング
1. 「FREEDOM」（2011年7月13日 - 7月27日）第1話 - 第3話 ※『疾風伝』ED曲
歌 - HOME MADE 家族
アニメーションは新規に描かれたもの（少年篇1週目EDと同じもの）に変更されている。
2. 「雄叫び」（2011年8月3日 - 9月7日）第4話 - 第9話
歌 - 遊助
『劇場版 NARUTO -ナルト- ブラッド・プリズン』主題歌。
3. 「欲望を叫べ!!!!」（2011年9月14日 - 10月19日）第10話 - 第15話 ※『疾風伝』ED曲
歌 - OKAMOTO'S
4. 「Place to Try」（2011年10月26日 - 2012年1月4日）第16話 - 第25話 ※『疾風伝』ED曲
歌 - TOTALFAT
5. 「バイマイサイド」（2012年1月11日 - 3月28日）第26話 - 第37話 ※『疾風伝』ED曲
歌 - Hemenway

2周目の少年篇の再放送は途中で終了している。

## 放送局
| 放送地域       | 放送局             | 放送日時 | 放送系列                | 備考                                                                           |
| -------------- | ------------------ | --- | ----------------------- | ------------------------------------------------------------------------------ |
| 関東広域圏     | テレビ東京         | 木曜 18:30 - 19:00（第1話 - 第25話） 水曜 19:27 - 19:55（第26話 - 202話） 木曜 19:30 - 19:57（第203話 - 第220話）                                          | テレビ東京系列          | 製作局                                                                         |
| 北海道         | テレビ北海道       | 木曜 18:30 - 19:00（第1話 - 第25話） 水曜 19:27 - 19:55（第26話 - 202話） 木曜 19:30 - 19:57（第203話 - 第220話）                                          | テレビ東京系列          |                                                                                |
| 愛知県         | テレビ愛知         | 木曜 18:30 - 19:00（第1話 - 第25話） 水曜 19:27 - 19:55（第26話 - 202話） 木曜 19:30 - 19:57（第203話 - 第220話）                                          | テレビ東京系列          |                                                                                |
| 大阪府         | テレビ大阪         | 木曜 18:30 - 19:00（第1話 - 第25話） 水曜 19:27 - 19:55（第26話 - 202話） 木曜 19:30 - 19:57（第203話 - 第220話）                                          | テレビ東京系列          |                                                                                |
| 岡山県・香川県 | テレビせとうち     | 木曜 18:30 - 19:00（第1話 - 第25話） 水曜 19:27 - 19:55（第26話 - 202話） 木曜 19:30 - 19:57（第203話 - 第220話）                                          | テレビ東京系列          |                                                                                |
| 福岡県         | TVQ九州放送        | 木曜 18:30 - 19:00（第1話 - 第25話） 水曜 19:27 - 19:55（第26話 - 202話） 木曜 19:30 - 19:57（第203話 - 第220話）                                          | テレビ東京系列          |                                                                                |
| 岐阜県         | 岐阜放送           | 木曜 18:30 - 19:00（第1話 - 第25話） 水曜 19:27 - 19:55（第26話 - 202話） 木曜 19:30 - 19:57（第203話 - 第220話）                                          | 独立UHF局               |                                                                                |
| 秋田県         | 秋田放送           | 水曜 15:55 - 16:25 | 日本テレビ系列          |                                                                                |
| 岩手県         | IBC岩手放送        | 日曜 6:15 - 6:45 | TBS系列                 |                                                                                |
| 宮城県         | 東北放送           | 土曜 6:00 - 6:30 | TBS系列                 |                                                                                |
| 山形県         | 山形放送           | 火曜 16:00 - 16:30 | 日本テレビ系列          |                                                                                |
| 福島県         | 福島テレビ         | 月曜 15:30 - 16:00 | フジテレビ系列          |                                                                                |
| 新潟県         | テレビ新潟         | 土曜 5:29 - 5:59 | 日本テレビ系列          |                                                                                |
| 長野県         | 信越放送           | 日曜 5:45 - 6:15 | TBS系列                 |                                                                                |
| 静岡県         | 静岡放送           | 日曜 5:45 - 6:15 | TBS系列                 |                                                                                |
| 富山県         | 富山テレビ         | 月曜 15:05 - 15:35 | フジテレビ系列          | 2002年10月21日より放送開始。当初の放送時間は月曜 15:00 - 15:30の放送であった。 |
| 石川県         | テレビ金沢         | 日曜 6:00 - 6:30 | 日本テレビ系列          | 2002年10月14日より放送開始。当初の放送時間は月曜 15:55 - 16:25であった。       |
| 滋賀県         | びわ湖放送         | 木曜 19:30 - 19:57 | 独立UHF局               |                                                                                |
| 奈良県         | 奈良テレビ         | 木曜 19:30 - 19:57 | 独立UHF局               |                                                                                |
| 和歌山県       | テレビ和歌山       | 金曜 17:30 - 18:00 | 独立UHF局               |                                                                                |
| 島根県・鳥取県 | 山陰中央テレビ     | 水曜 16:25 - 16:55 | フジテレビ系列          |                                                                                |
| 広島県         | テレビ新広島       | 日曜 6:30 - 7:00 | フジテレビ系列          |                                                                                |
| 愛媛県         | あいテレビ         | 土曜 6:00 - 6:30 | TBS系列                 |                                                                                |
| 高知県         | テレビ高知         | 金曜 16:24 - 16:54 | TBS系列                 |                                                                                |
| 長崎県         | テレビ長崎         | 火曜 15:00 - 15:29 | フジテレビ系列          |                                                                                |
| 熊本県         | 熊本放送           | 日曜 6:00 - 6:30 | TBS系列                 |                                                                                |
| 鹿児島県       | 南日本放送         | 土曜 5:15 - 5:45 | TBS系列                 |                                                                                |
| 沖縄県         | 沖縄テレビ         | 火曜 16:00 - 16:30 | フジテレビ系列          |                                                                                |
| 日本全域       | BSジャパン         | 金曜 19:25 - 19:55（2002年10月25日 - 2003年3月28日） 土曜 19:27 - 19:55（2003年4月5日 - 2006年9月30日） 日曜 18:30 - 18:57（2006年10月8日 - 2007年3月4日） | BSデジタル放送          |                                                                                |
| 日本全域       | キッズステーション | 金曜 18:30 - 19:00（第1話 - 第51話） 金曜 7:30 - 8:00（第52話 - 第102話） 水曜 7:30 - 8:00（第103話 - 第135話） 木曜 7:30 - 8:00（第136話 - 第220話）      | CS放送 リピート放送あり |                                                                                |
| 日本全域       | アニマックス       | 月曜 - 金曜 18:00 - 18:30 | CS放送 リピート放送あり |                                                                                |

テレビ東京系列での再放送
- 再放送
  - 火曜 17:30 - 18:00（第1話 - 第25話）
  - 水曜 17:30 - 18:00（第26話 - 第127話）
  - 水曜・木曜 17:30 - 18:00（第128話 - 第135話）

- NARUTO -ナルト- 少年篇（1周目）（2周目の再放送）
  - 水曜・木曜 17:30 - 18:00（第1話 - 第44話）
  - 水曜 17:30 - 18:00（第45話 - 第135話）

- NARUTO -ナルト- 少年篇（2周目）（3周目の再放送）
  - 水曜 17:30 - 18:00（第1話 - 第37話）

- 「NARUTO -ナルト-」 傑作選
  - 日曜 17:30 - 18:00

## ジャンプフェスタ
ジャンプフェスタ2003と2004および2009では、オリジナルアニメが公開された。

### 紅き四つ葉のクローバーを探せ
ジャンプフェスタ2003で公開。時間13分。
ストーリー
引っ越すことになったカエデのために、木の葉丸は願いがかなうという赤い四つ葉のクローバーをナルトと供に探し始める。それは、赤ヶ原にあるという。赤ヶ原はかつての中忍試験の会場となっていた、トラップだらけの危険な場所だった。
キャスト
- うずまきナルト - 竹内順子
- うちはサスケ - 杉山紀彰
- 春野サクラ - 中村千絵
- はたけカカシ - 井上和彦
- 日向ヒナタ - 水樹奈々
- 猿飛木ノ葉丸 - 大谷育江
- 嬉野カエデ - 川田妙子

スタッフ
- 監督 - 伊達勇登
- 脚本 - 隅沢克之

### 滝隠れの死闘 オレが英雄だってばよ！
ジャンプフェスタ2004で公開。上映時間40分。
ストーリー
滝隠れの里の長シブキの護衛任務についたカカシ班。無事滝隠れの里の入り口まで送り届ける。その後、シブキからごみ拾いを頼まれ、カカシが上忍の緊急会議のため帰ったため3人でやり終えたとき、里から負傷した人が逃げてくる。滝隠れの里が襲われたのだ。彼らの狙いは、滝隠れの里の秘宝として伝わる英雄の水だった。英雄の水とは、飲むことでチャクラを増幅する水で、滝隠れはその力で里を守ってきたが、その反動により命を落とすものもいたため里の長によって管理されてきた。サスケやサクラが捕まりナルトも敗れ、最後に英雄の水を飲んだシブキが立ち向かう。
キャスト
- うずまきナルト - 竹内順子
- うちはサスケ - 杉山紀彰
- 春野サクラ - 中村千絵
- はたけカカシ - 井上和彦
- 水煙 - 内田直哉
- ムラサメ - 森川智之
- ヒサメ - 魏涼子
- キリサメ - 咲野俊介
- シブキ - 千葉一伸
- ヒマツ - 園崎未恵
- シズク - 細野雅世

スタッフ
- 監督 - 伊達勇登
- 脚本 - 隅沢克之

### THE CROSS ROADS
『NARUTO -ナルト- THE CROSS ROADS』（ナルト ザ・クロスローズ）は、10周年記念特別映像と題して、2009年「ジャンプスーパーアニメツアー2009」で上映されたフルCGアニメ。少年時代のカカシ班（ナルト & サスケ）と水遁使いカジカとの対決が描かれる。
キャスト
- カジカ - 子安武人
- イワナ - 勝杏里
- ヤマメ - 斉藤梨絵
- ゲンマイ - 高桑満

スタッフ
- 監督・絵コンテ - 佐藤雄三
- 脚本 - 宮田由佳
- 3D Animation - 株式会社サイバーコネクトツー、株式会社D.A.G、株式会社グラフィニカ、サンジゲン、株式会社カラー、uzupiyo graphics
- 2D Animation - スタジオ・イースター
- 制作 - studioぴえろ
- 製作 - 集英社

主題歌
- 「遥か彼方」

## 劇場版
- 劇場版 NARUTO -ナルト- 大活劇!雪姫忍法帖だってばよ!!（2004年）
- 劇場版 NARUTO -ナルト- 大激突!幻の地底遺跡だってばよ（2005年）
- 劇場版 NARUTO -ナルト- 大興奮!みかづき島のアニマル騒動だってばよ（2006年）

## 関連商品

### CD

#### ベストアルバム
- NARUTO -ナルト- Best Hit Collection
- NARUTO ALL STARS
- NARUTO -ナルト- SUPER HITS 2006-2008

#### サウンドトラック
- NARUTO -ナルト- オリジナルサウンドトラック
- NARUTO IN ROCK -The Very Best Hit Collection Instrumental Version-

#### ドラマCD
- NARUTO -ナルト- ドラマCDシリーズ 巻ノ一 忍者は大変だってばよ!
- NARUTO -ナルト- ドラマCDシリーズ 巻ノ弐 日々コレ精進だってばよ!
- NARUTO -ナルト- ドラマCDシリーズ 巻ノ三 これが忍の道だってばよ!!

### 公式本
- NARUTO秘伝・動画絵巻-オフィシャルアニメーションBOOK（集英社・ISBN 4-08-873550-1）
- NARUTO秘伝・疾風絵巻-オフィシャルアニメーションBOOK（集英社・ISBN 4-08-873709-1）
- NARUTO秘伝・烈闘絵巻-オフィシャルアニメーションBOOK（集英社・ISBN 4-08-873757-1）
- NARUTO-ナルト-十年百忍（集英社・ISBN 978-4-08-874825-2）